# Gevangenpoort (Den Haag)
De Gevangenpoort is een middeleeuwse gevangenis in Den Haag. Sinds 1882 is in het gebouw een museum gevestigd. De gevangenpoort ligt dicht bij het Binnenhof en de Hofvijver. Achter de poort ligt wat in Den Haag nu de "Plaats" wordt genoemd. Aan het hoofd van dit plein bevond zich 'het Groene Zoodje'. Dit was meestal de executieplaats, maar bijvoorbeeld zweepslagen werden hier ook gegeven. De gevangenpoort behoort tot de 'Top 100 van de Rijksdienst voor de Monumentenzorg'.

## Geschiedenis

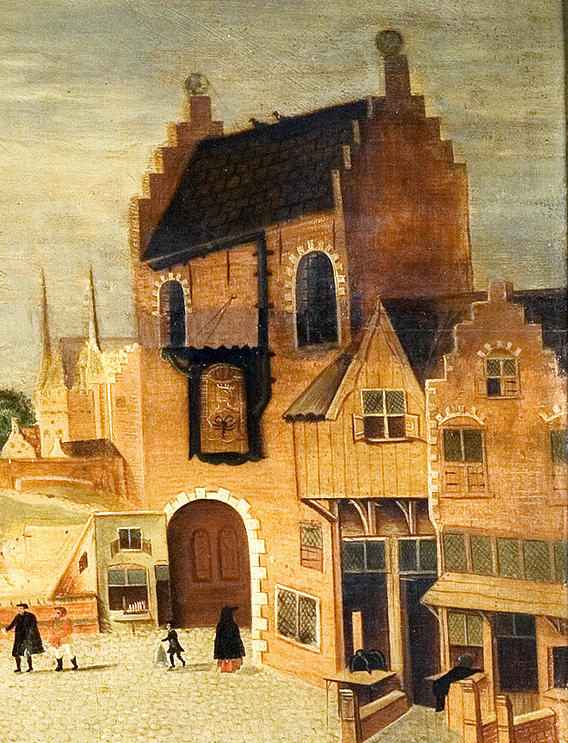
De Gevangenpoort in de tijd dat Dirck Volkertsz. Coornhert er gevangen zat. Detail van een schilderij uit circa 1555.
(Haags Historisch Museum)

De gevangenpoort was vanaf ongeveer 1420 tot 1828 de gevangenis van het Hof van Holland, waarin personen die een zwaar misdrijf hadden begaan terechtkwamen. In 1428 maakte Filips de Goede de "voorpoorte van den hove", zoals de poort oorspronkelijk genoemd werd, tot staatsgevangenis. Het aantal cellen zou echter niet altijd voldoende zijn. In 1445 moest een groot aantal van de meer dan honderd gevangen genomen Hoekse opstandelingen uit Leiden, daarom worden gevangengezet in drie herbergen, waaronder 't Goude Hooft. Ook piraten belandden soms in de Gevangenpoort. In 1451 kreeg gevangenbewaarder Michiel van Halewijn de opdracht, om eenentwintig gevangen zeerovers, afkomstig uit de Franse havenstad Dieppe, niet meer dan water en brood te verstrekken. Zeeroverij werd streng bestraft in die tijd. De meeste van hen zouden na een proces worden terechtgesteld. Keizer Karel V bouwde tussen 1517 en 1535 een groot cellencomplex aan de poort vast en breidde ook het gerechtsgebouw uit.
De verdachten werden in de gevangenpoort gehuisvest in afwachting van het proces. Daarbij werd conform middeleeuwse gebruiken, als dat nodig werd geacht, marteling toegepast. Soms zaten de gevangenen met vijftien personen in één cel. Ze moesten hier wachten op hun vonnis, dat bestond uit een geldboete of een lijfstraf, bijvoorbeeld schandstraf, verbanning of de doodstraf. Opsluiting als straf werd pas toegepast sinds de 17e eeuw.

### Bekende gevangenen

#### Jan V van Arkel
Willem van Oostervant verkondigde in 1401 aan zijn vader Albrecht van Beieren, dat diens stadhouder, de machtige edelman Jan V van Arkel, hem ontrouw was en dat de stadhouder weigerde om nog verder deel te nemen aan de Fries-Hollandse oorlogen. Hierop verklaarde Jan van Arkel zijn Land van Arkel onafhankelijk en braken de Arkelse Oorlogen uit, die duurde van 1401 tot 1412. Jan van Arkel belandde uiteindelijk in de Gevangenpoort, waar hij verbleef van 1415 tot 1426.

#### Dirk van Beaumont
In 1481 werd de Dordtse burgemeester Dirk van Beaumont samen met zijn schout Adriaen Westfaling gevangen genomen tijdens de Inname van Dordrecht. De invloedrijke ridder Jan III van Egmont liet de burgemeester en de schout opsluiten in de Gevangenpoort. De beweegredenen voor zijn daad hadden te maken met de Hoekse en Kabeljauwse twisten. Ondanks dat Margaretha van York, weduwe van Karel de Stoute, probeerde om genade voor de twee te verkrijgen, zouden zij na een proces nog datzelfde jaar worden onthoofd op het Groene Zoodje, nabij de Gevangenpoort.

#### Hubert van Rossum
In 1523 belandde Hubert van Rossum, de kanselier van hertog Karel van Gelre, in een cel van de Gevangenpoort. Hij was tijdens de laatste Fries-Hollandse oorlog gevangengenomen. De kanselier had een actieve rol gespeeld in de strijd tegen Keizer Karel V en was opgepakt door Jan II van Wassenaer en Georg Schenck van Toutenburg. Slechts omdat hij ook priester was, werd hij niet terechtgesteld. Hij zou zijn verdere leven slijten als gevangene in het kasteel te Rupelmonde.

#### Jan de Bakker
De oud-priester  Jan Jansz van Woerden, beter bekend als Jan de Bakker of “Pistorius”, werd in 1525 op bevel van Margaretha van Oostenrijk gevangengezet in de Gevangenpoort. Met enkele onderbrekingen werd hij vier maanden lang verhoord op verdenking van ketterij. Een verhoor in die tijd betekende ook de toepassing van marteling. Op 11 september dat jaar werd hij op de brandstapel gezet, als eerste Hollandse slachtoffer van de vervolging van aanhangers van het opkomende protestantisme.  

#### Catharina de Chasseur
De negentienjarige edelmanszoon Gerrit van Assendelft trouwde in 1507 te Orléans met Catharina de Chasseur, een jongedame van lagere afkomst. Van Assendelft keerde zich al snel tegen zijn eigen keuze en vestigde zich in Den Haag in Het Spaansche Hof. Samen met haar moeder volgde Catharina de Chasseur hem naar Holland en vestigde zich eveneens in Den Haag. Ze won een rechtszaak om haar huwelijk erkend te krijgen en kreeg in 1517 zelfs een zoon met haar man. In 1531 eindigde de relatie echter definitief. Nadat De Chasseur een nieuwe rechtszaak was begonnen, schikte Van Assendelft in 1532. Catharina de Chasseur deed afstand van claims op diens erfenis in ruil voor een uitkering voor haar en haar zoon. Waarschijnlijk vulde zij dat inkomen aan met handel, vanuit haar woning in de Nieuwstraat. Daarnaast maakte zij zich echter schuldig aan medeplichtigheid inzake valsemunterij en werd op 11 februari 1541, in opdracht van het Hof van Holland, vastgezet in de Gevangenpoort. Tijdens het strafproces werd haar ex-man Gerrit van Assendelft, tijdelijk ontheven van zijn functie als president van het Hof van Holland. Op 9 april van dat jaar werd De Chasseur door het hof schuldig bevonden aan het aanzetten tot valsmunterij. Haar straf zou de brandstapel worden, maar later werd dit omgezet tot een niet-publieke terechtstelling. In de nacht van 11 op 12 april 1541 werd ze in de Gevangenpoort geëxecuteerd. De beul bond haar vast en goot via een trechter water in haar mond tot ze verdronk. Eeuwen lang zou volgens de overlevering haar geest nog hebben gespookt in de woning van haar man aan het Westeinde.

#### Dirck Volkertsz. Coornhert
Theoloog Dirck Volkertsz. Coornhert werd, in opdracht van de Raad van Beroerten, in 1567 een tijd in de Gevangenpoort opgesloten, nadat zijn contacten met Willem van Oranje hem tot verdacht persoon gemaakt hadden. Tijdens zijn gevangenschap schreef hij “Boeventucht”, waarin hij bepleitte dat lijfstraffen geen zin hadden. Berechting met wraak of vergelding als uitgangspunt zou volgens Coornhert moeten worden vervangen door strafrechtspraak op basis van rationele overwegingen. Hij schreef dat het nuttiger zou zijn om veroordeelden aan het werk te zetten. Zowel Katholieken als Calvinisten wezen in die tijd zijn ideeën af. Coornhert vluchtte na zijn vrijlating enkele jaren naar het buitenland. Zijn werk “Boeventucht” werd pas twintig jaar later voor het eerst gepubliceerd, maar zou van aanzienlijke invloed zijn op de ontwikkeling van het Nederlandse strafrecht.

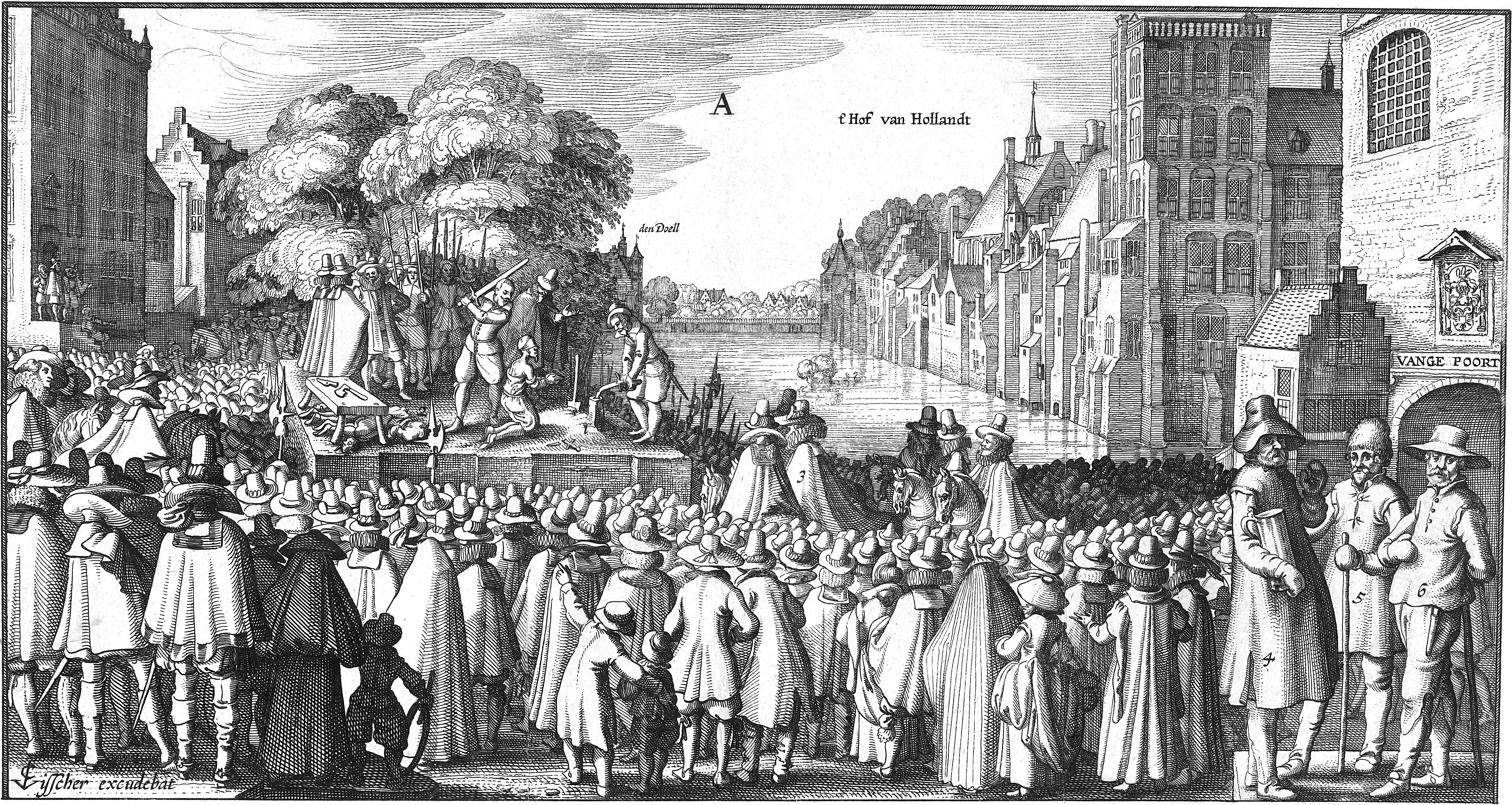
Executie van Reinier van Oldenbarnevelt op het Groene Zoodje in Den Haag, 1623. Rechts de Gevangenpoort

#### Reinier van Oldenbarnevelt
Na de onthoofding van raadpensionaris Johan van Oldenbarnevelt in 1619 wegens hoogverraad, beraamden diens zonen Willem en Reinier van Oldenbarnevelt, samen met de predikant Hendrick Slatius, een aanslag op het leven van stadhouder prins Maurits. Zij hielden hem verantwoordelijk voor het politieke strafproces tegen hun vader, diens executie, alsmede het als gevolg daarvan verliezen van hun banen en al hun bezittingen. De aanslag, te plegen door enkele ingehuurde matrozen, lekte op het laatste moment uit en kon worden verijdeld. Willem van Oldenbarnevelt wist het land te ontvluchten en zou nooit meer terugkeren, maar Reinier van Oldenbarnevelt en Slatius werden aangehouden en opgesloten in de Gevangenpoort. Een verzoek om gratie voor haar zoon, door Maria van Utrecht, de weduwe van Johan van Oldenbarnevelt, samen met Reinier's vrouw Anna Weytsen en hun zoon, werd door de stadhouder afgewezen. Na een proces werd Reinier van Oldenbarnevelt op 28 maart 1623 onthoofd op het Groene Zoodje. De predikant Slatius kon evenmin op genade rekenen en onderging  hetzelfde lot op 5 mei 1623, samen met drie anderen die bij de samenzwering betrokken waren. In totaal werden vijftien mensen ter dood veroordeeld vanwege hun betrokkenheid.

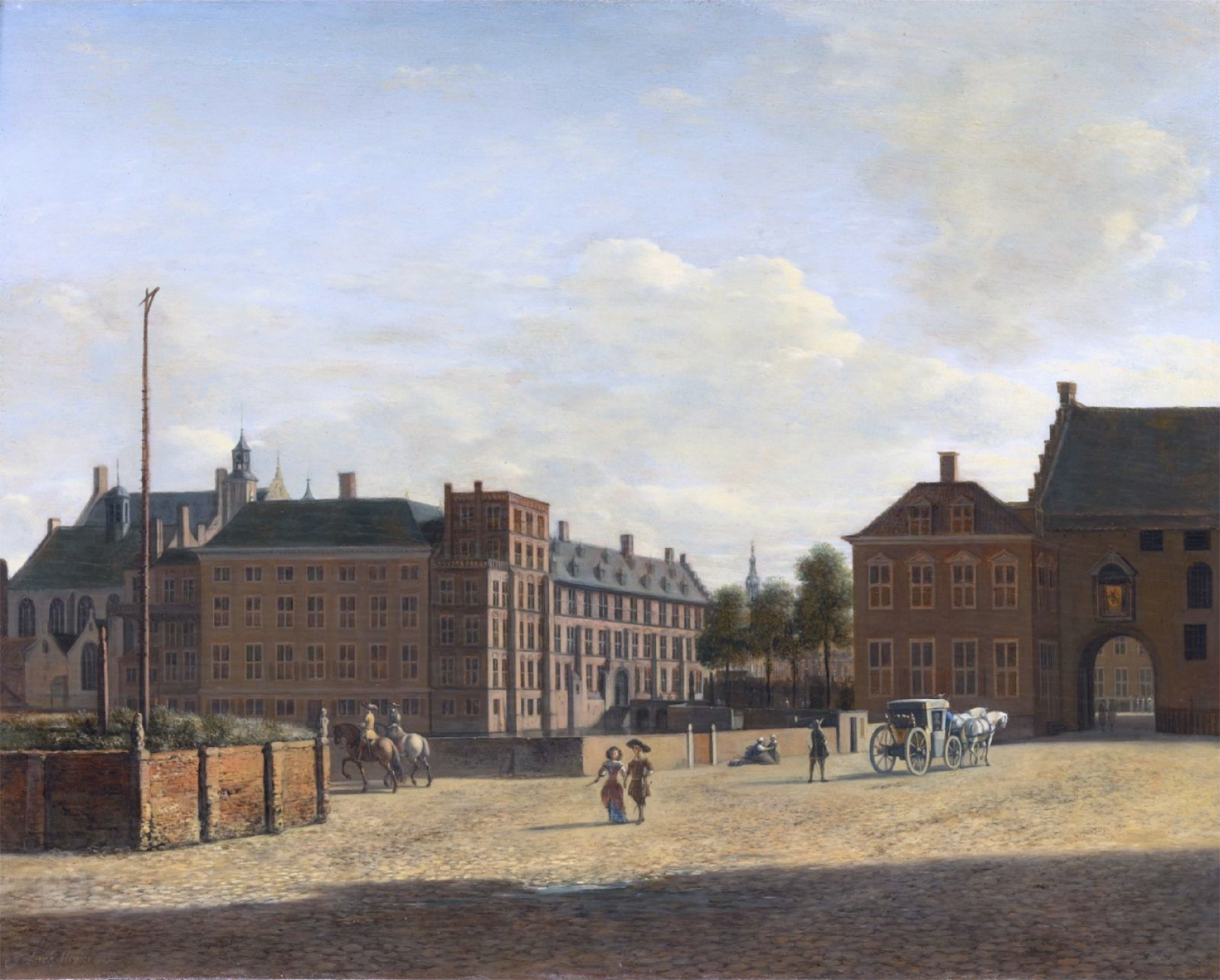
Rechts de Gevangenpoort en links de executieplaats het Groene Zoodje. Door Gerrit Berckheyde anno 1690

#### Witte de With
Admiraal Witte de With werd op 7 mei 1650 op last van stadhouder Willem II van Oranje en de Staten-Generaal opgesloten in de Gevangenpoort, wegens het zonder toestemming verlaten van zijn post, waarop in het uiterste geval de doodstraf kon staan. Hij zou er 22 weken vastzitten in de zogenoemde 'ridderkamer'. Nadat aanvankelijk het proces tegen de admiraal vertraging had opgelopen wegens een conflict over de jurisdictie, zou de staatsgreep welke prins Willem II pleegde op 30 juli 1650, ervoor zorgen dat niet het Hof van Holland, maar een speciale rechtbank gevormd van tien rechters, twee van elke admiraliteit, over de zaak zou oordelen. In november dat jaar werd de admiraal Witte de With aangeklaagd op 259 punten wegens plichtsverzuim en op 3 december werd geëist dat hij zou worden onthoofd door het zwaard. Op 16 december werd de admiraal echter op vrije voeten gesteld, in afwachting van zijn vonnis. Uiteindelijk zou hij op 16 februari 1651 worden veroordeeld tot verlies van wedde vanaf november 1649 en veroordeling in de kosten van het proces, hetgeen tezamen neerkwam op zo'n zevenduizend gulden, voor die tijd een zeer groot bedrag. Door velen werd in die tijd verondersteld dat indien prins Willem II niet was overleden op 6 november 1650, de zaak weleens had kunnen eindigen in een veroordeling tot de doodstraf. Waar of niet, het gaf wel aan de invloed die men veronderstelde, welke de prins had kunnen uitoefenen op de rechtsgang.

#### Cornelis de Witt
De bekendste gevangene van deze gevangenis was Cornelis de Witt, die, zonder overtuigend bewijs, verdacht werd van een beraming tot moord op de stadhouder. Hij werd hiervoor niet veroordeeld, maar wegens meineed van de rechtbank werd hij verbannen.  Enkele uren later werd Cornelis met zijn broer Johan gelyncht door "het gepeupel" voor de deur van de Gevangenpoort. Dit alles speelde zich af op 20 augustus van het Rampjaar 1672.

### Ontsnappingen
In 1675 werd Abraham de Wicquefort, beschuldigd van spionage, opgesloten in een ruime zolderkamer. Hij wist te ontsnappen met behulp van de dienstmeid van de cipier, die een avondje was gaan stappen. Een van de laatste ontsnappingen uit de Gevangenpoort was in 1832 van Willem Gustaaf Frederik Bentinck, die de gevangenbewaarder Jacobus Harthoorn omkocht.

## Gebouw

### Inleiding

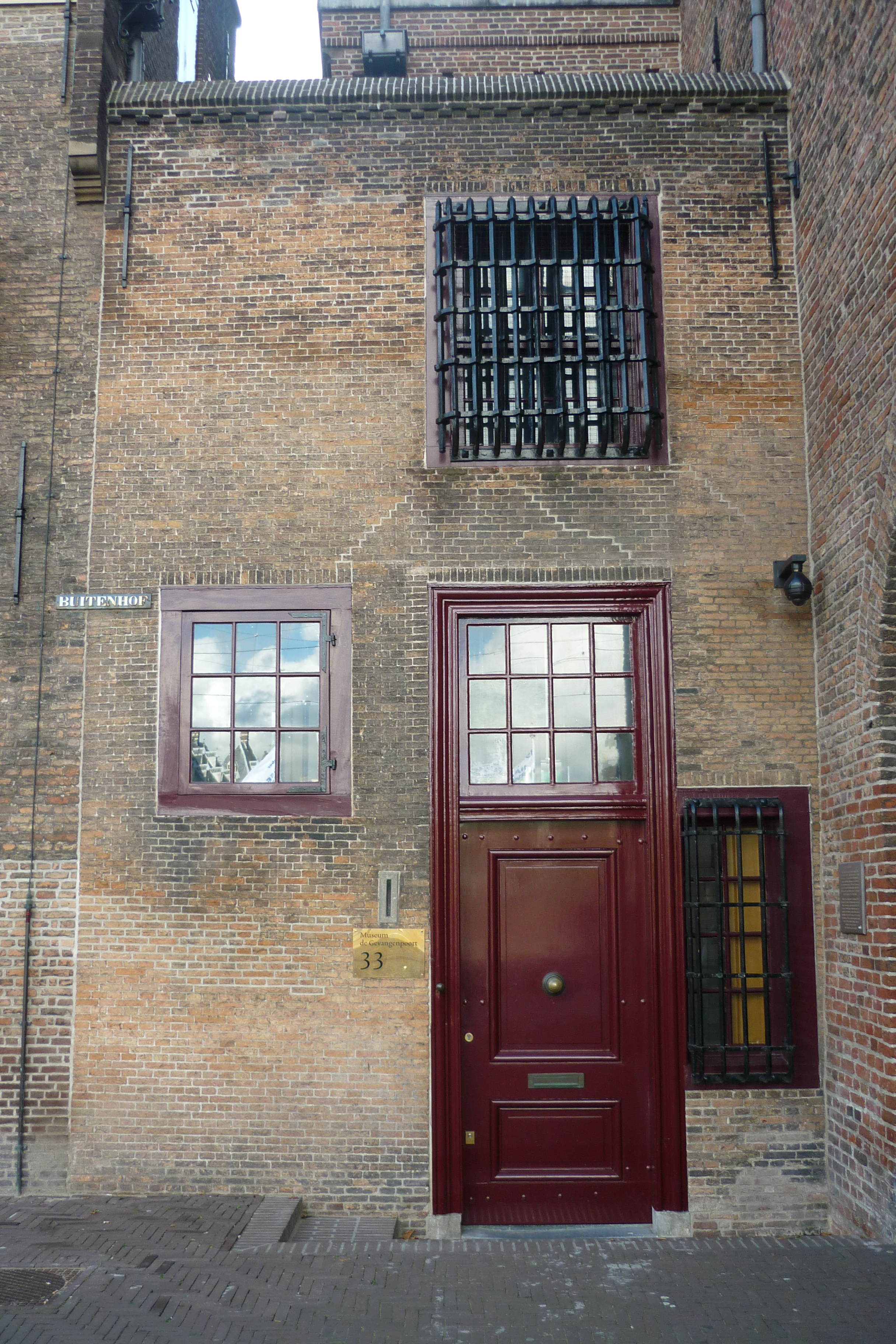
Gevangenpoort, oude entree

De Gevangenpoort was oorspronkelijk een van de drie toegangspoorten tot het kasteel van de graven van Holland, met de Buitenhof en de Binnenhof. Het is het enige poortgebouw uit de Middeleeuwen dat in Den Haag bewaard bleef. Dat het gebouw gespaard is gebleven is vooral te danken aan Victor de Stuers. Die bestemde het gebouw tot museum voor strafwerktuigen en was daar de eerste directeur van. Het gebouwencomplex, dat naast de Gevangenpoort uit enkele andere gebouwen bestaat, is eigendom van de Staat (Rijksvastgoedbedrijf).

### Ontstaan
In 1280 werd aan het Buitenhof een houten poort gebouwd, de zogeheten Voorpoort van den Hove.  Deze poort werd de voornaamste toegang naar het Binnenhof vanuit het Lange Voorhout en omgeving, waar de meeste hoge edelen en (andere) leden van de hofhouding woonden. Mede om deze reden werd kort na 1370 het oude houten poortgebouw vervangen door een nieuw en indrukwekkend stenen poortgebouw, waarna het omstreeks 1420 werd bestemd tot gevangenis. 

### Uitbreidingen

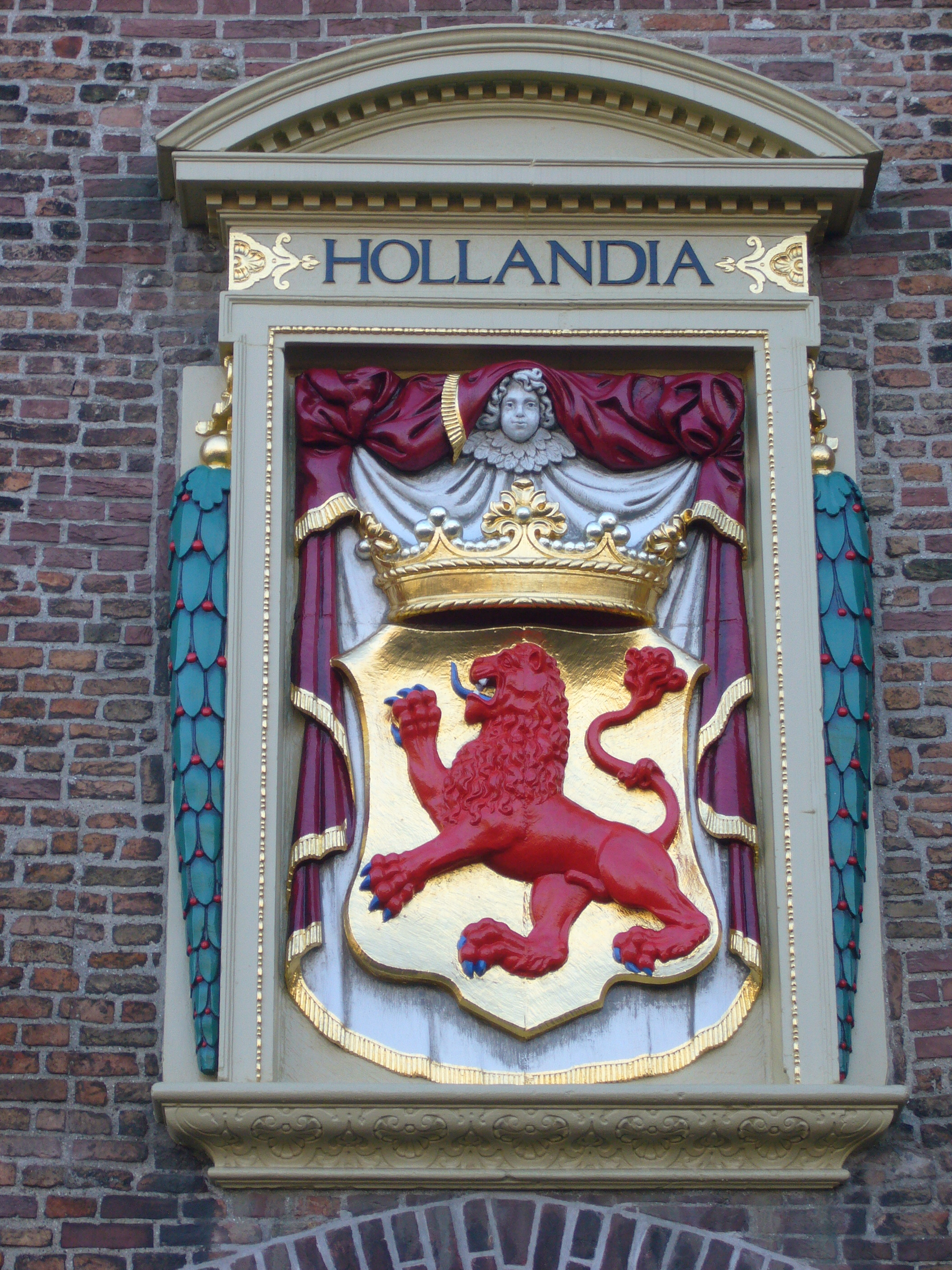
Boven de poort een 17de-eeuws gebeeldhouwd wapen van Holland

Aanvankelijk is er boven de poort één ruimte, die in gebruik is als cel. Naast het gebouw staat een huis waar de cipier woont, welk via een gedeelde binnenplaats verbonden is met het poortgebouw. Aan deze binnenplaats bevindt zich ook de zogeheten treurkamer, waar ter dood veroordeelden hun laatste nacht konden doorbrengen en eventueel een galgenmaal konden gebruiken. Door de strenge vervolging van Protestanten door de Inquisitie krijgt de Gevangenpoort te maken met een cellentekort, reden waarom het gebouw tussen 1517 en 1535 wordt uitgebreid met een cellenblok, met daaronder gelegen een pijnkelder, waar martelingen plaatsvonden. In het oude poortgebouw wordt in die tijd de cel gesplitst in een ridderkamer en een vrouwenkamer. Ook wordt er tussen het nieuwe en het oude deel van het complex een nieuw trappenhuis gebouwd. 
Verdere uitbreidingen zijn in 1540 de nieuwe examineerkamer waar verdachten konden worden onderworpen aan een mondeling verhoor, in tegenstelling tot het lichamelijk verhoor ofwel marteling in de pijnkelder. Deze laatste optie stond steeds open wanneer het mondelinge verhoor niets opleverde. In 1604 krijgt de examineerkamer een verdieping met een ruimte waar de leden van het Hof van Holland zich voor beraadslaging konden terugtrekken. In de achttiende eeuw worden nog de zogeheten dienderwacht gebouwd alsmede een nieuwe woning voor de cipier, de conciërgerie. De dienderwacht wordt in de negentiende eeuw al afgebroken; de conciërgerie wordt sinds 2010 gebruikt als kantoorruimte en museumcafé. 

### Wapensteen
Boven de poort, aan de zijde van de Plaats, prijkt al sinds eeuwen het gebeeldhouwde en beschilderde wapen van het graafschap Holland. Deze opvallende wapensteen, met daarop de Hollandse Leeuw afgebeeld, heeft een oorsprong die nog enkele eeuwen verder teruggaat in de tijd. In 1433 deed Jacoba van Beieren officieel afstand van haar titel en waardigheid als gravin van Holland, ten gunste van hertog Filips de Goede, stichter van de beroemde Orde van het Gulden Vlies. Na haar dood liet hij in 1436-1437 zijn eigen wapen, met olieverf op hout geschilderd, plaatsen tegen de Gevangenpoort, onder een bescheiden luifel die was overdekt met leisteen. Ook tegen de Haagse Spuipoort liet hij zijn wapen plaatsen, als zichtbaar teken van zijn gezag. Na zijn dood in 1467 bleef het wapen nog vele decennia op zijn plek hangen. In 1500 werden ter versteviging een aantal haken in de poort aangebracht, "dair dat tavereel mit ons liefs Heeren Crucifix mede vastgemaect is". Pas rond 1532, ten tijde van een verbouwing van de Gevangenpoort, besloot men "s Keizerswapen thans hier op te stellen". Ditmaal ging het om het wapen van Keizer Karel V, de toenmalige landsheer. Het nieuwe wapen werd vervaardigd van gehouwen en beschilderde natuursteen, wat zowel duurzamer als ook veel kostbaarder was. Bij deze gelegenheid werd er tevens een stenen frontaal aangebracht. Het geheel werd afgedekt door een nieuwe houten luifel, welke met lood werd bekleed. Na de afzwering van Koning Philips II in 1581 werd het aangebrachte wapen niet verwijderd, maar verder onderhoud werd achterwege gelaten. 
Op 23 mei 1631 besloten de Gecommitteerde Raden van Holland dat het hoog tijd was om het vervallen wapen "van den Keizer en Spagne" te vervangen door het eigen Hollandse wapen. De ontwerptekening daarvoor werd gemaakt door Seger Quirijnsz van der Maes, een Haagse kunstschilder die was gespecialiseerd in wapens en heraldiek. De meester steenbeeldhouwer Jan Arentsz kreeg de opdracht voor de vervaardiging van de nieuwe wapensteen. Ook de frontaal werd bij die gelegenheid vervangen. In haar plaats kwam een fronton in de toentertijd populaire renaissance stijl. Het zijn dit wapen en fronton die heden ten dage nog steeds te bewonderen zijn aan de gevel van de Gevangenpoort. Omdat na de aflevering het werk van Arentz goed beviel, werd hem vergund om in 1633 een fraaie hardstenen poort achter het Binnenhof te maken, de nog steeds bestaande Mauritspoort. In diezelfde periode werden twee andere poorten van het Binnenhof gemaakt door zijn collega Jan Gerritsz van Lide.

### Dreigende sloop
Het poortgebouw, dat in 1828 zijn functie van gevangenis verloor, zou worden gesloopt om plaats te maken voor de uitbreiding van nabijgelegen koninklijke stallen. In 1830 werd dit plan opgeschort vanwege gebruik door militaire organisaties, tot 1852. De toen weer voorgestelde sloop werd tegengehouden door een besluit van Koning Willem III op verzoek van minister-president Thorbecke, in 1853, om het bouwwerk te behouden als een 'historisch gedenkteeken', ofwel een rijksmonument. Desondanks werd vanaf 1873 de sloop weer serieus overwogen. Met bovengenoemd ingrijpen van De Stuers in 1875 en een restauratie in 1878-'85 kwam hieraan een einde. In 1883 opende de Gevangenpoort de deuren voor het publiek.
Ook aan het begin van de twintigste eeuw dreigde sloop van de Gevangenpoort. Alle verkeer van het Buitenhof naar de Plaats moest door de poort heen en deze was niet ruim genoeg om de groei van het verkeer op te vangen. Vooral de komst van de elektrische tram leverde ruimteproblemen op. Er konden geen trams door de poort, en de Hofweg was er vroeger niet. Daarom reden er tot in 1924 trams dóór het Binnenhof. Uiteindelijk werd ervoor gekozen om niet de Gevangenpoort, maar een rijtje huizen tussen Gevangenpoort en Hofvijver af te breken. Nadat in 1915 ook een stuk van de Hofvijver werd opgeofferd kon er een nieuwe weg worden aangelegd, die wel Vijverdam genoemd wordt, maar behoort tot het Buitenhof. Tijdens deze werkzaamheden bleek dat de Gevangenpoort dreigde te verzakken, reden waarom er een steunbeer tegenaan werd gebouwd in de vorm van een poortje. Na verstevigingen aan het gebouw werd de steunbeer in 1961 verwijderd, waardoor op deze plek een trottoir kon worden aangelegd.

### Recentste verbouwing

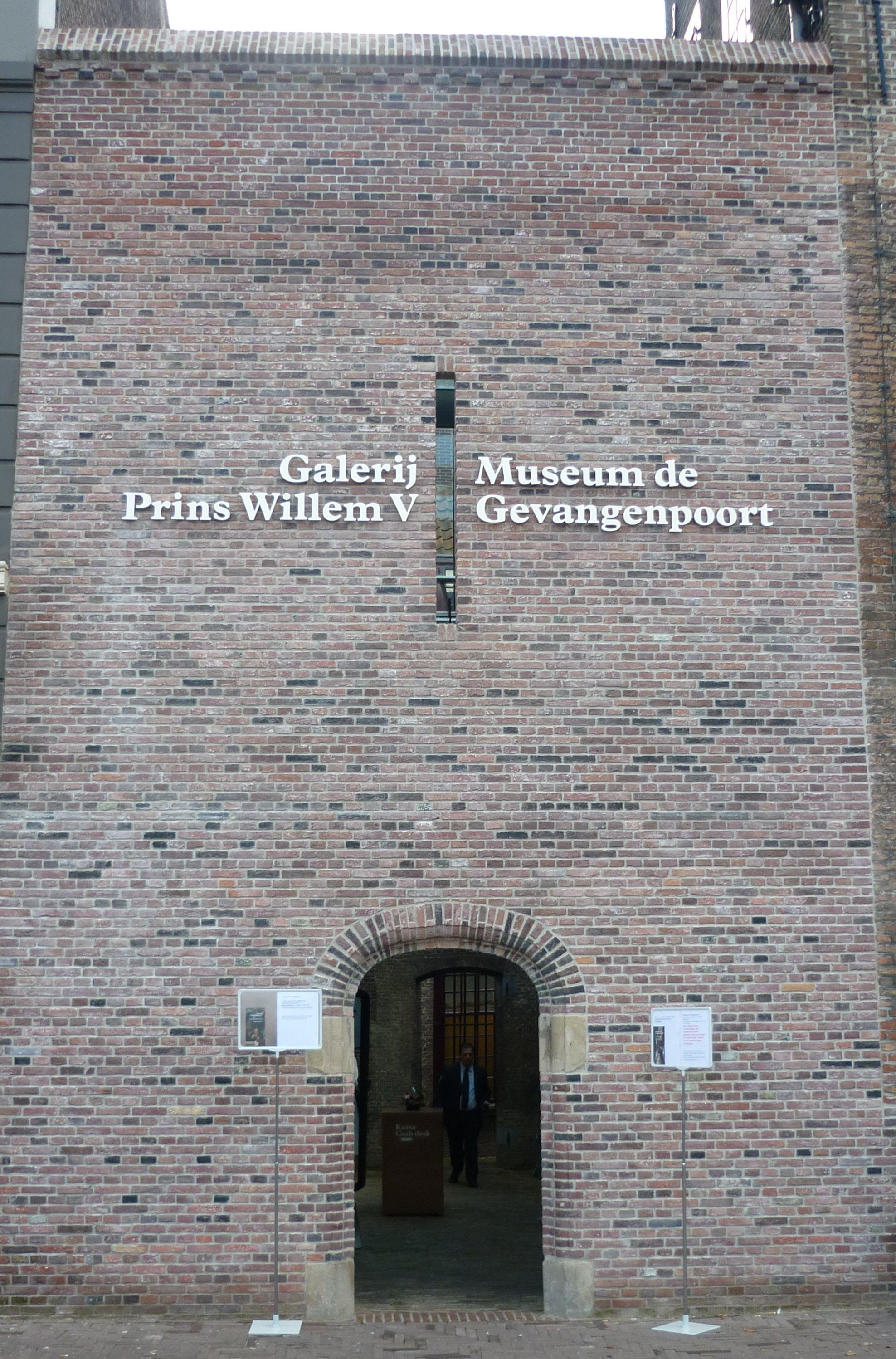
Nieuwe entree

De laatste grote renovatie vond plaats in 2009 en 2010. De binnenplaats werd gedeeltelijk overdekt, er kwam een gezamenlijke entree met de naastgelegen Galerij Prins Willem V en er werd een aantal ruimten opengesteld die tot dan toe voor het publiek waren gesloten.

## Museum

### Bestuur en conservatoren
Conservator van het museum vanaf 2007 was Robert van Lit. Hij werd opgevolgd door Lex van Tilborg en Valerie Veenvliet. Tjeerd Vrij is directeur-bestuurder.

### Collectie
Het museum stelt een collectie straf- en martelwerktuigen ten toon, en is daarom, volgens het museum zelf, niet geschikt voor kinderen onder de 8 jaar. Met deze collectie werd een start gemaakt in 1875 door Victor de Stuers. Een deel van de collectie is afkomstig van het voormalige Nederlandsch Museum voor Geschiedenis en Kunst. De verzameling omvat onder andere brandijzers, beulzwaarden, duimschroeven, pijnbanken en schandborden. Sinds 2014 heeft het museum een guillotine uit ca. 1800 in haar bezit. Na restauratie werd het executiewerktuig in 2016 opgenomen in de permanente collectie. Het staat opgesteld in de voormalige cipierswoning in de Gevangenpoort. Ook geeft het museum toegang tot diverse historische ruimten zoals de pijnkamer, examineerkamer, cellenblok, ridderkamer en de vrouwenkamer.

#### Voorbeelden collectie

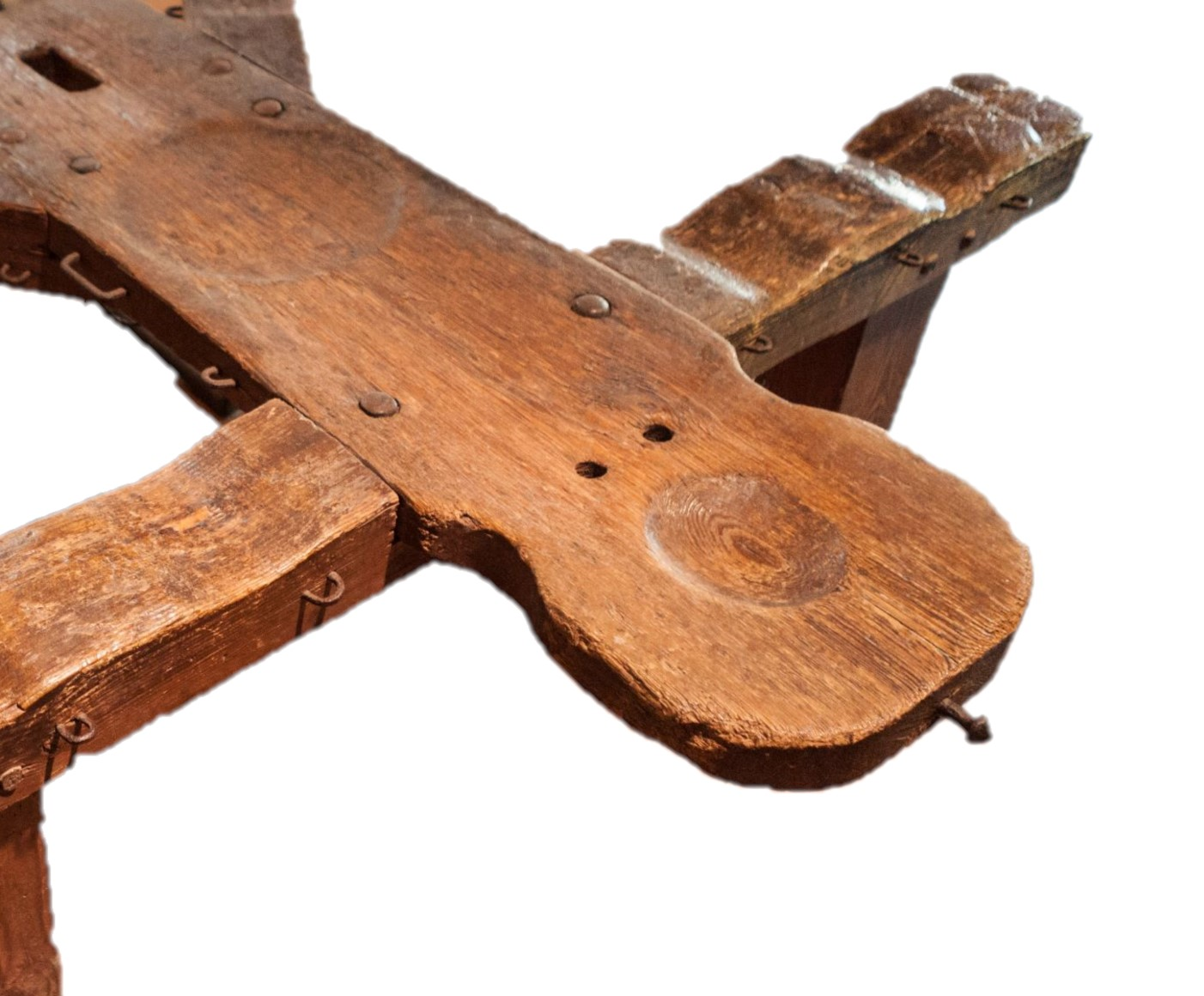
Breekbank
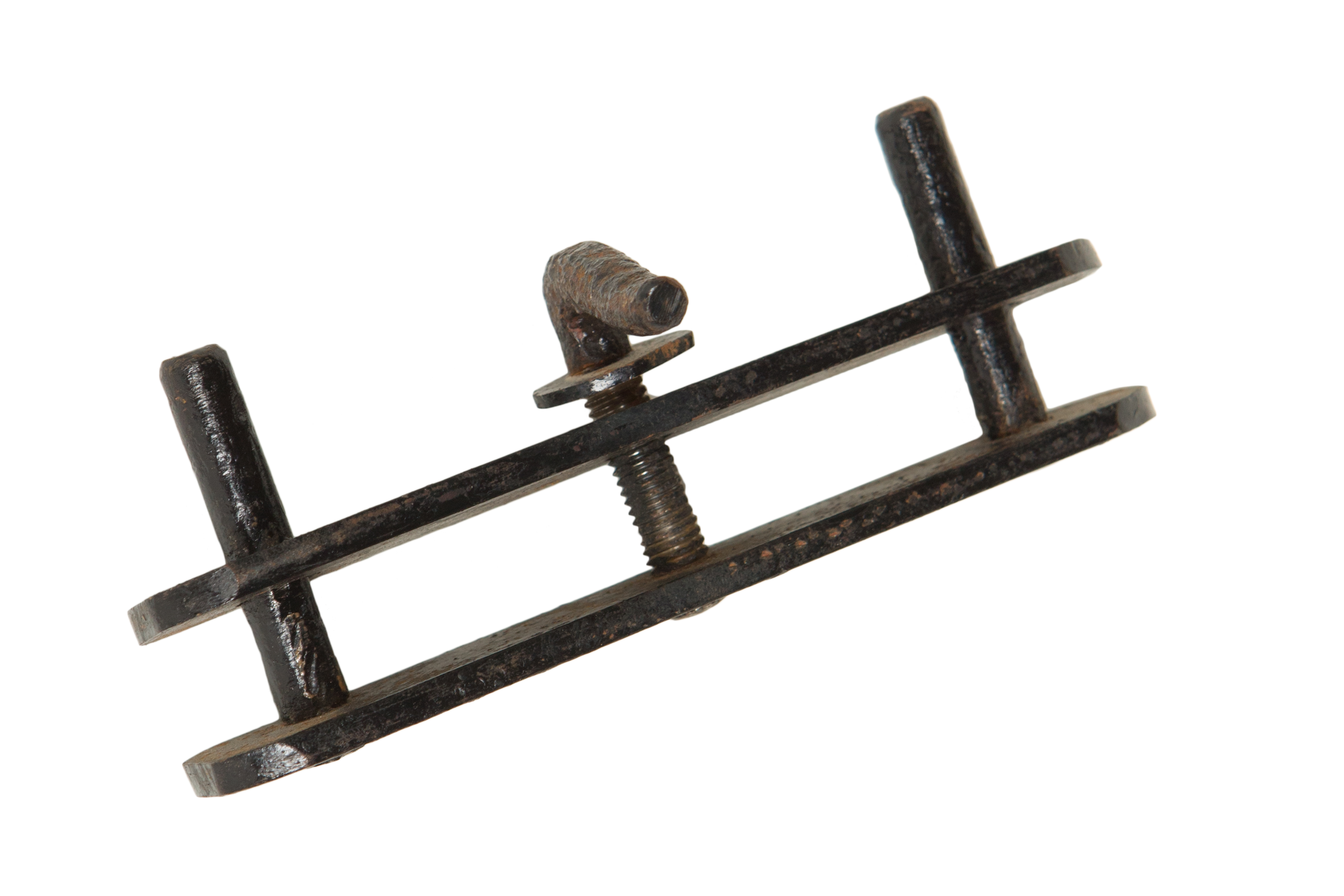
Vingerklem
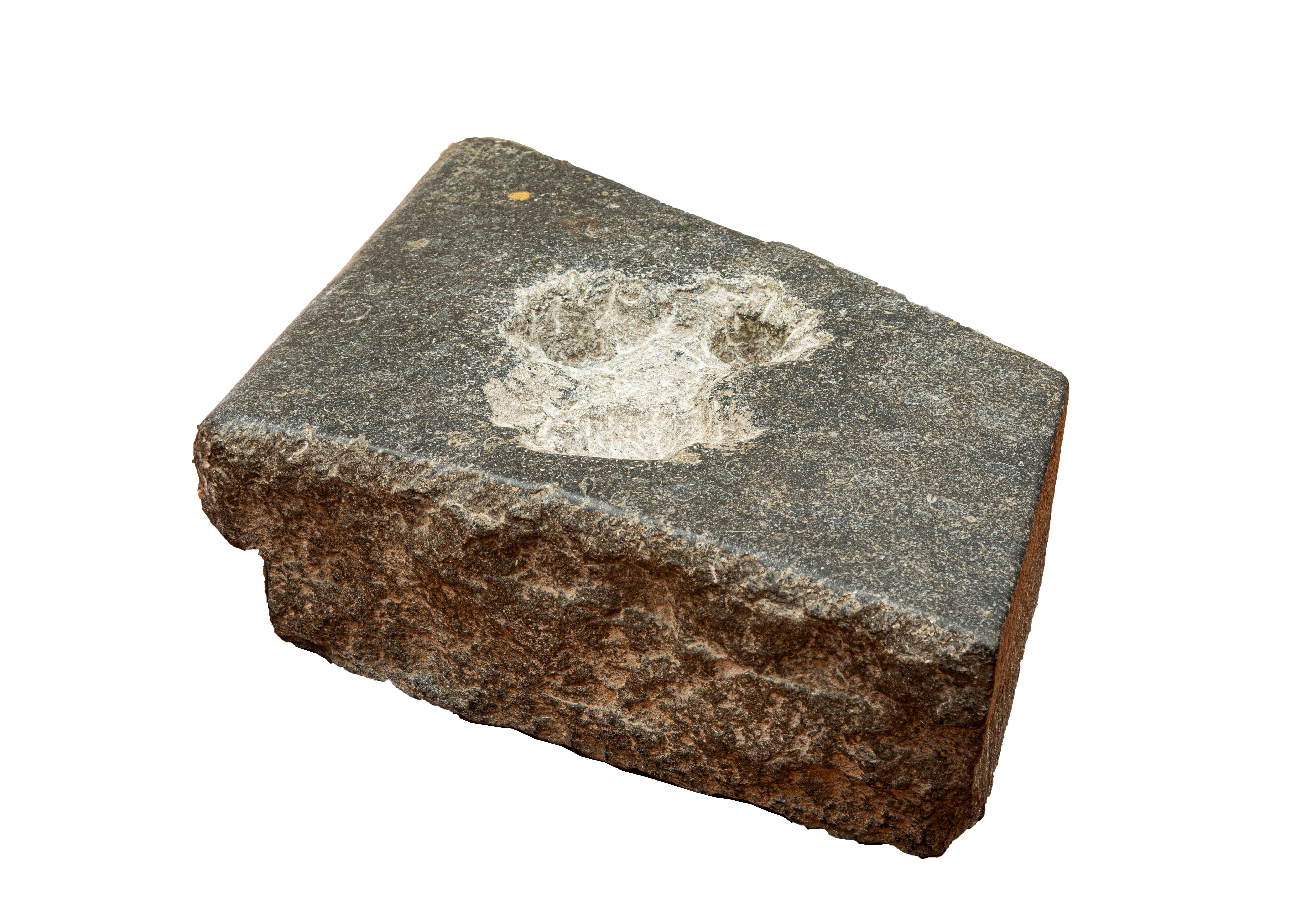
Steen van de eeuwige drup
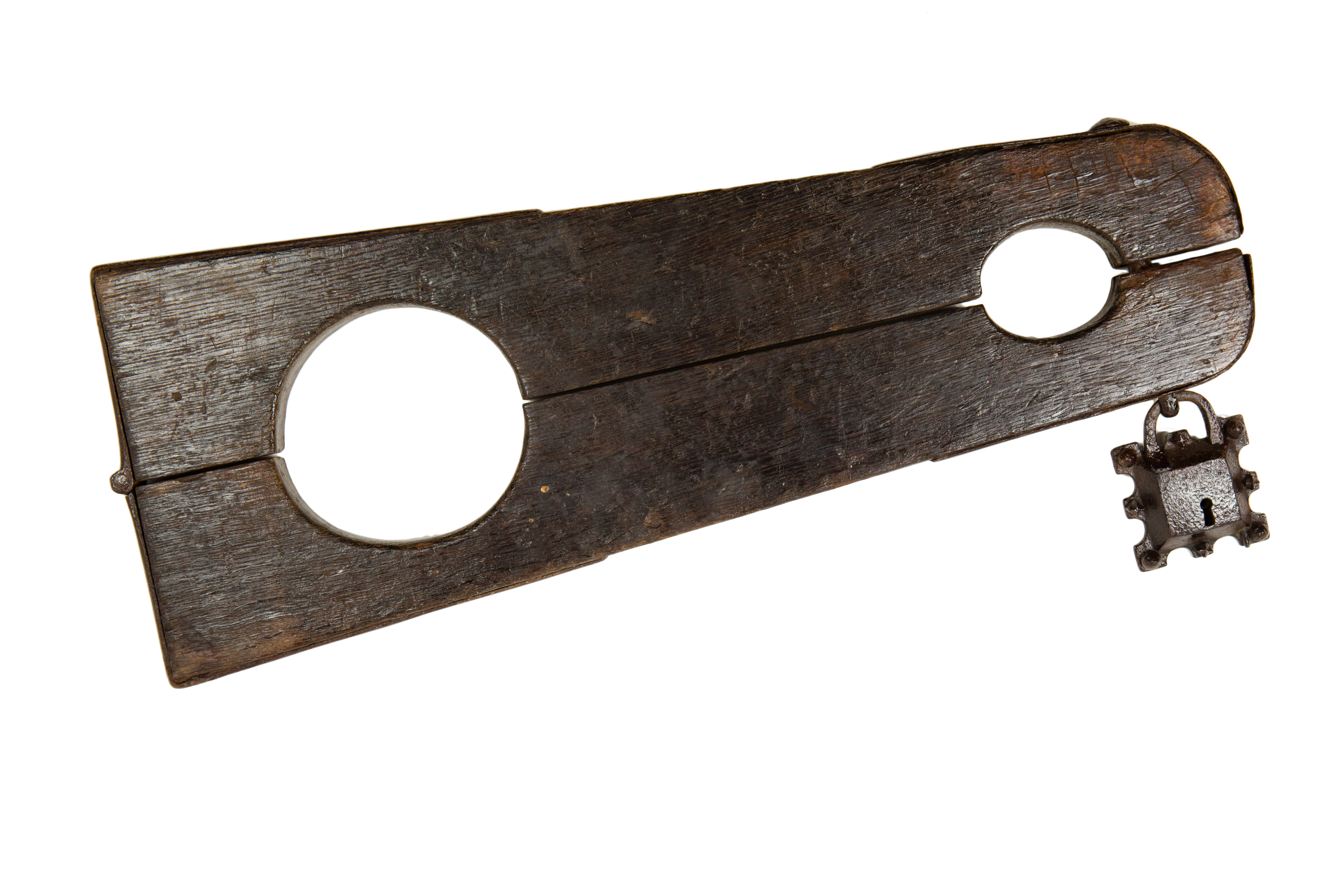
Nek- en armblok
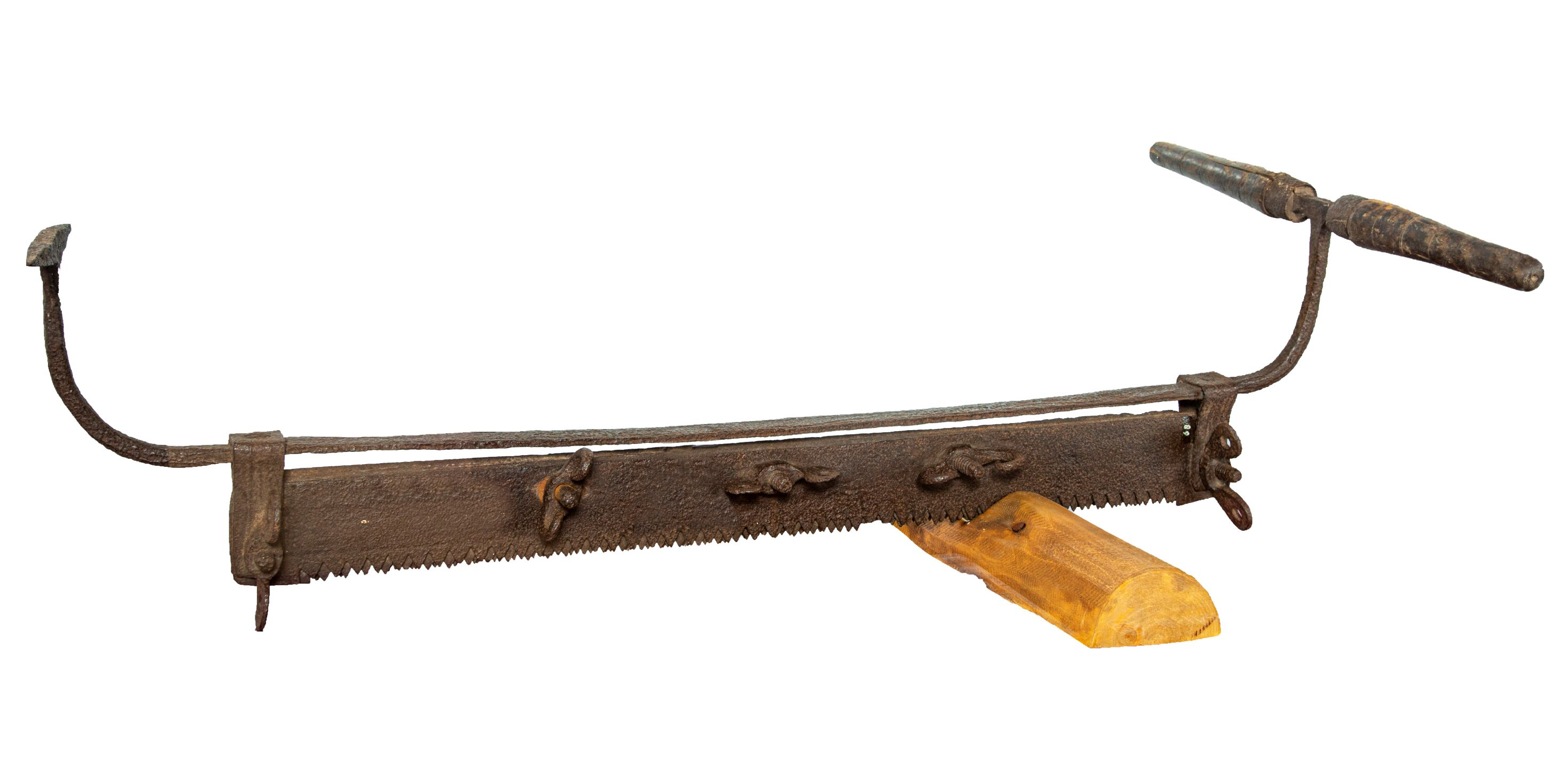
Rasp
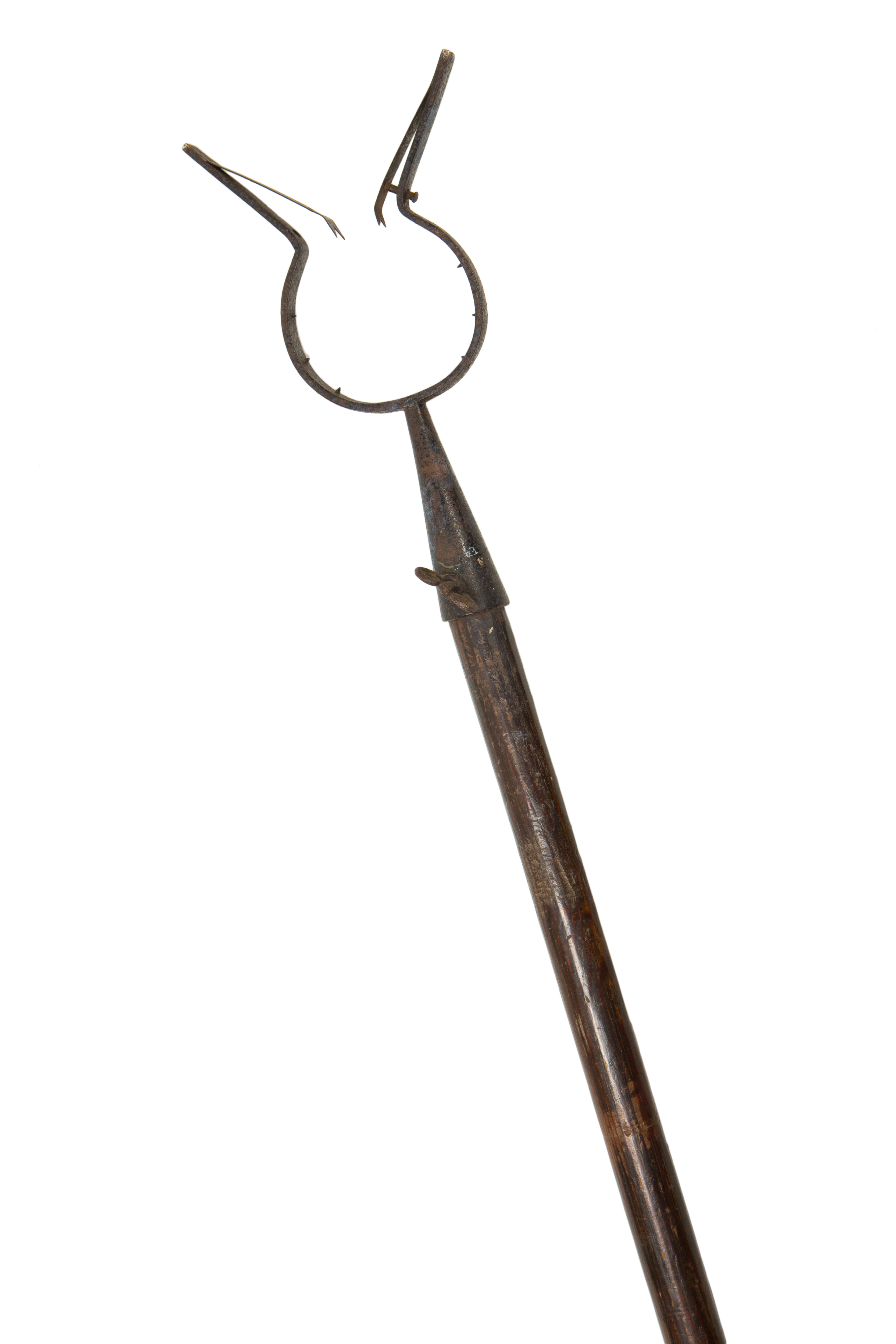
Dievenvanger
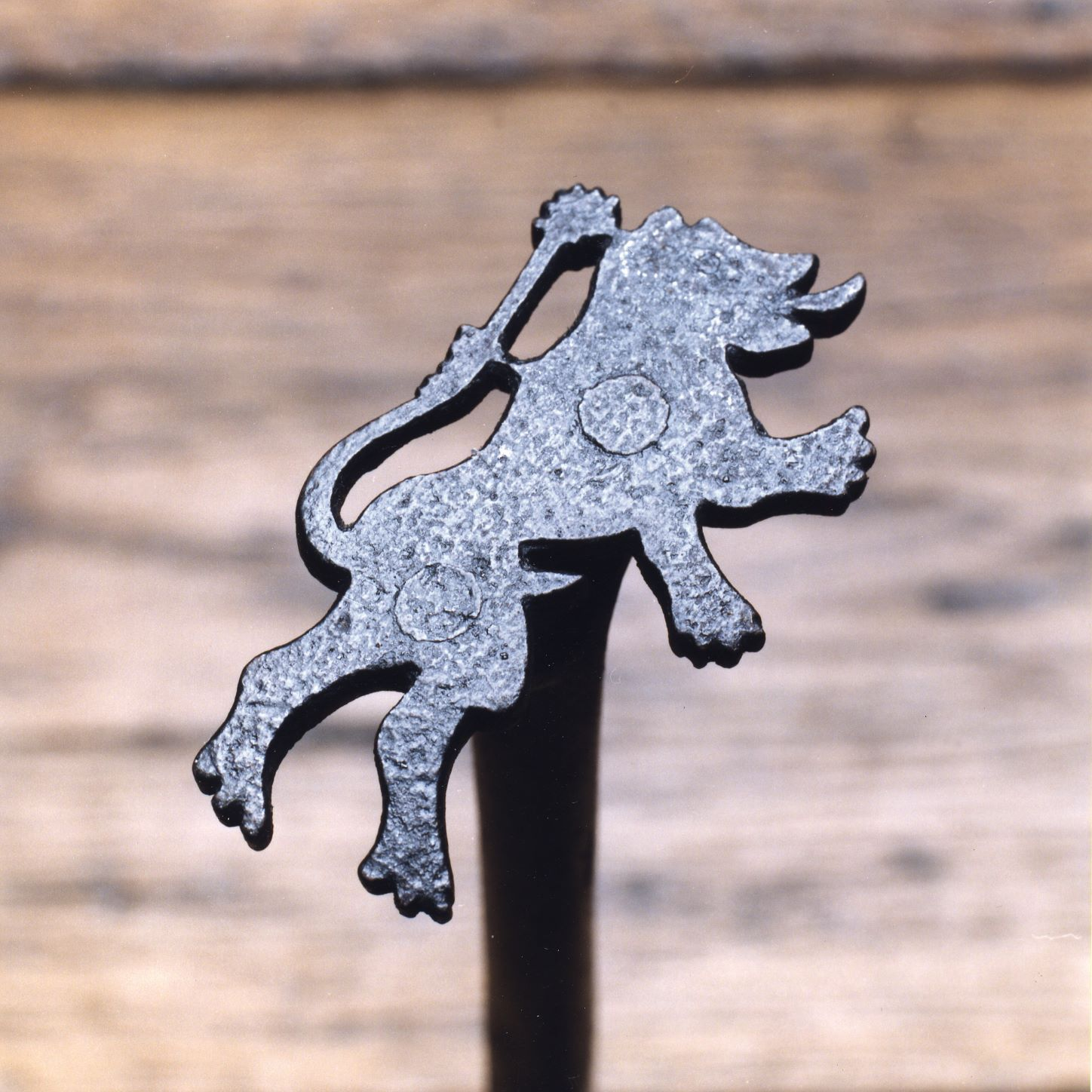
Brandijzer
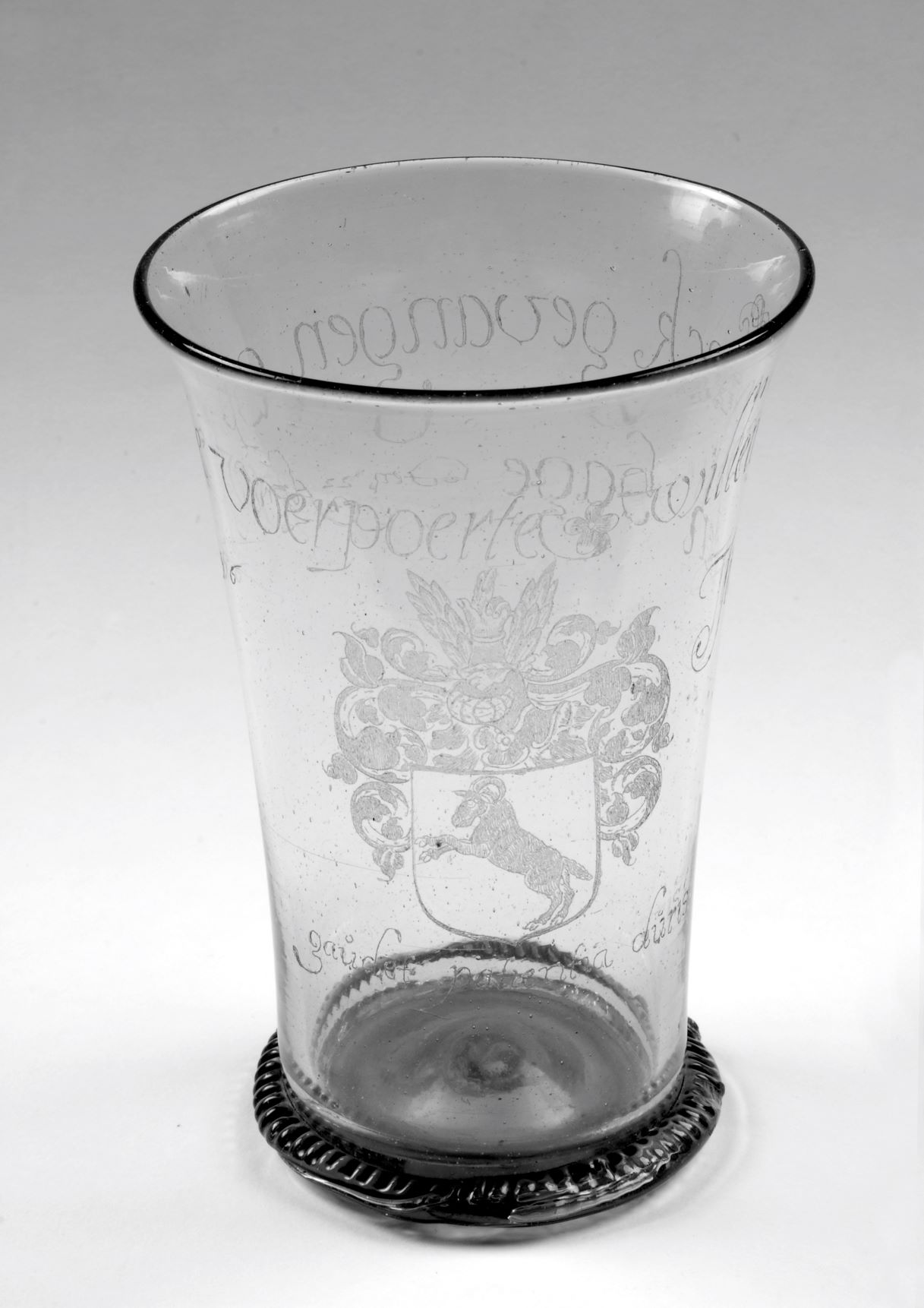
Glas Willem Fonck
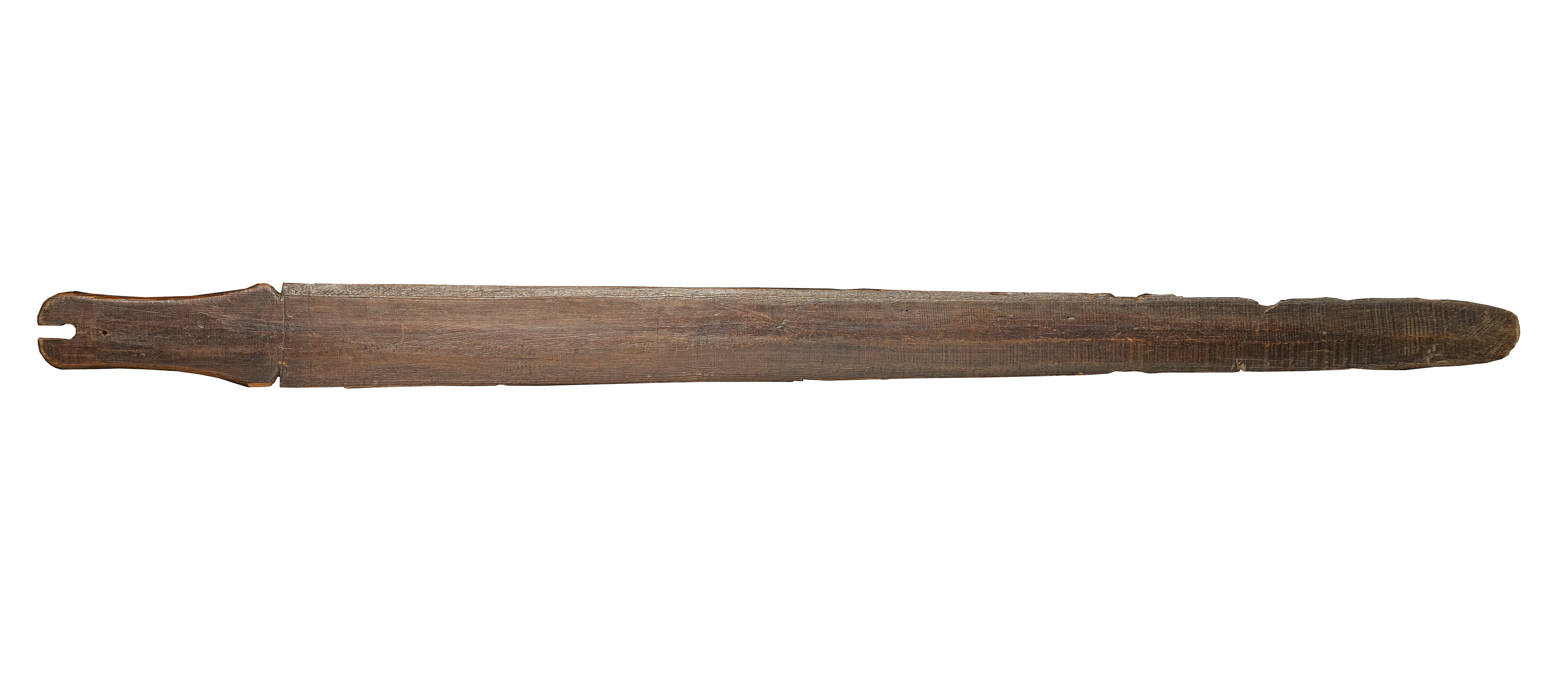
Houten beulszwaard
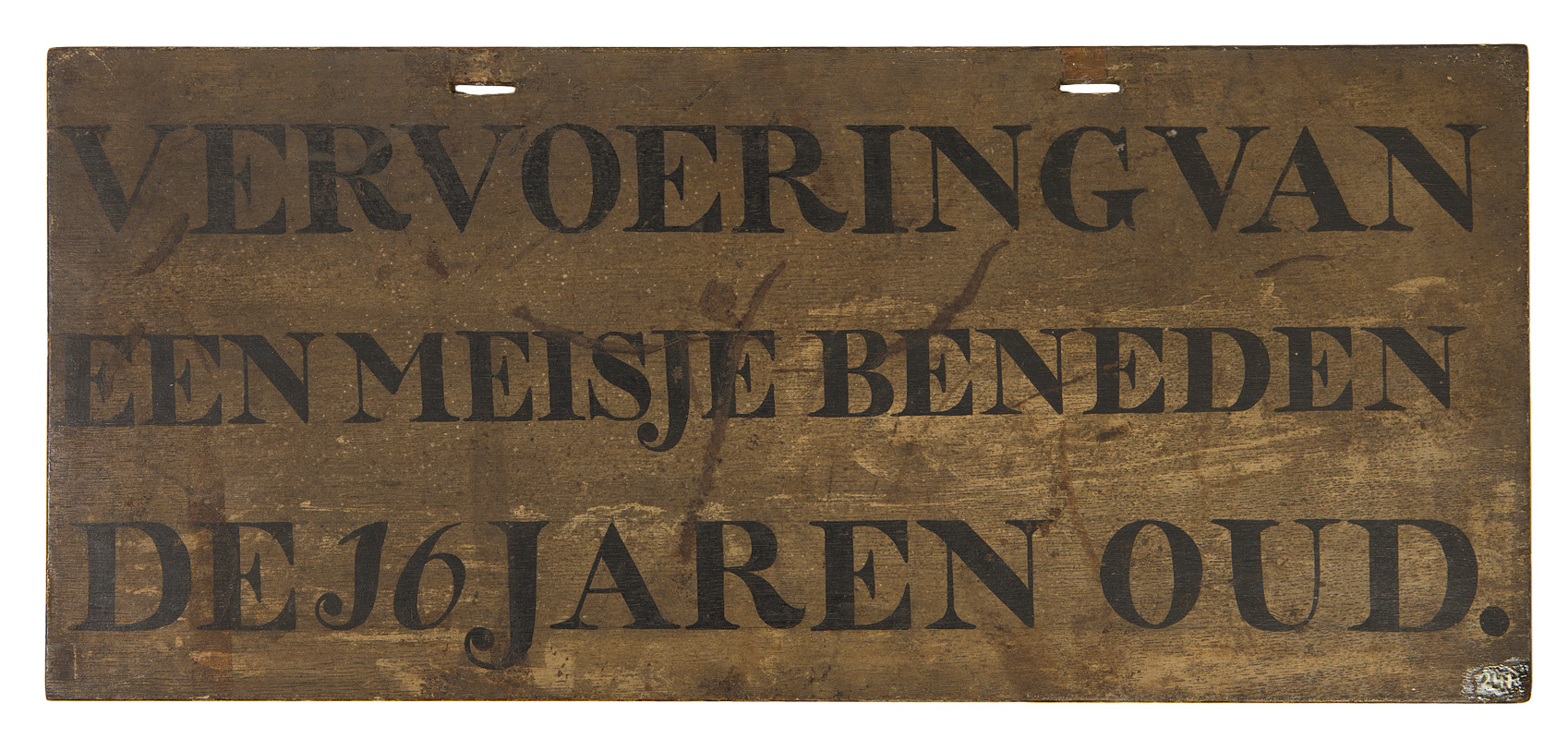
Schandbord
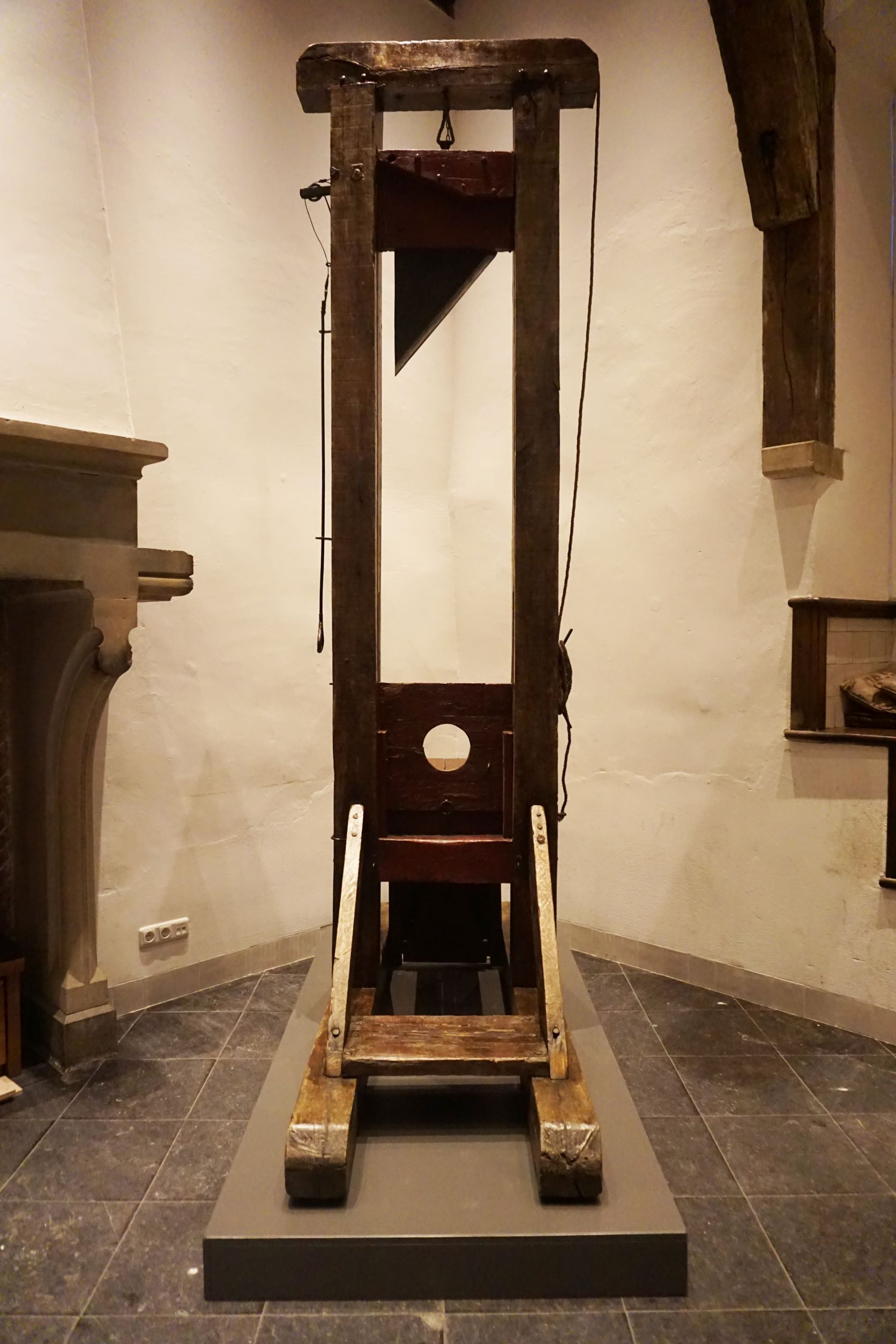
Guillotine
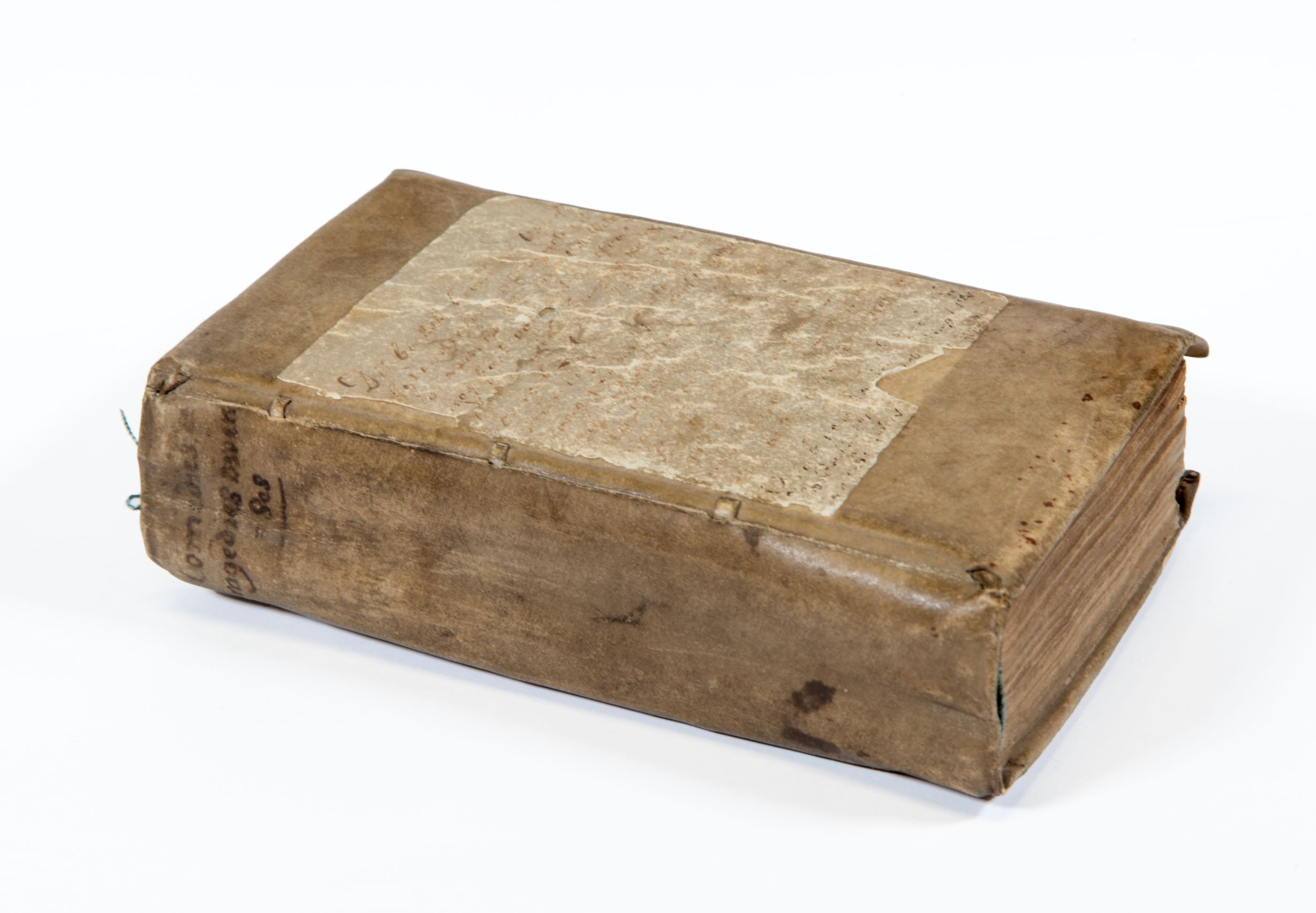
Boekje van Cornelis de Witt
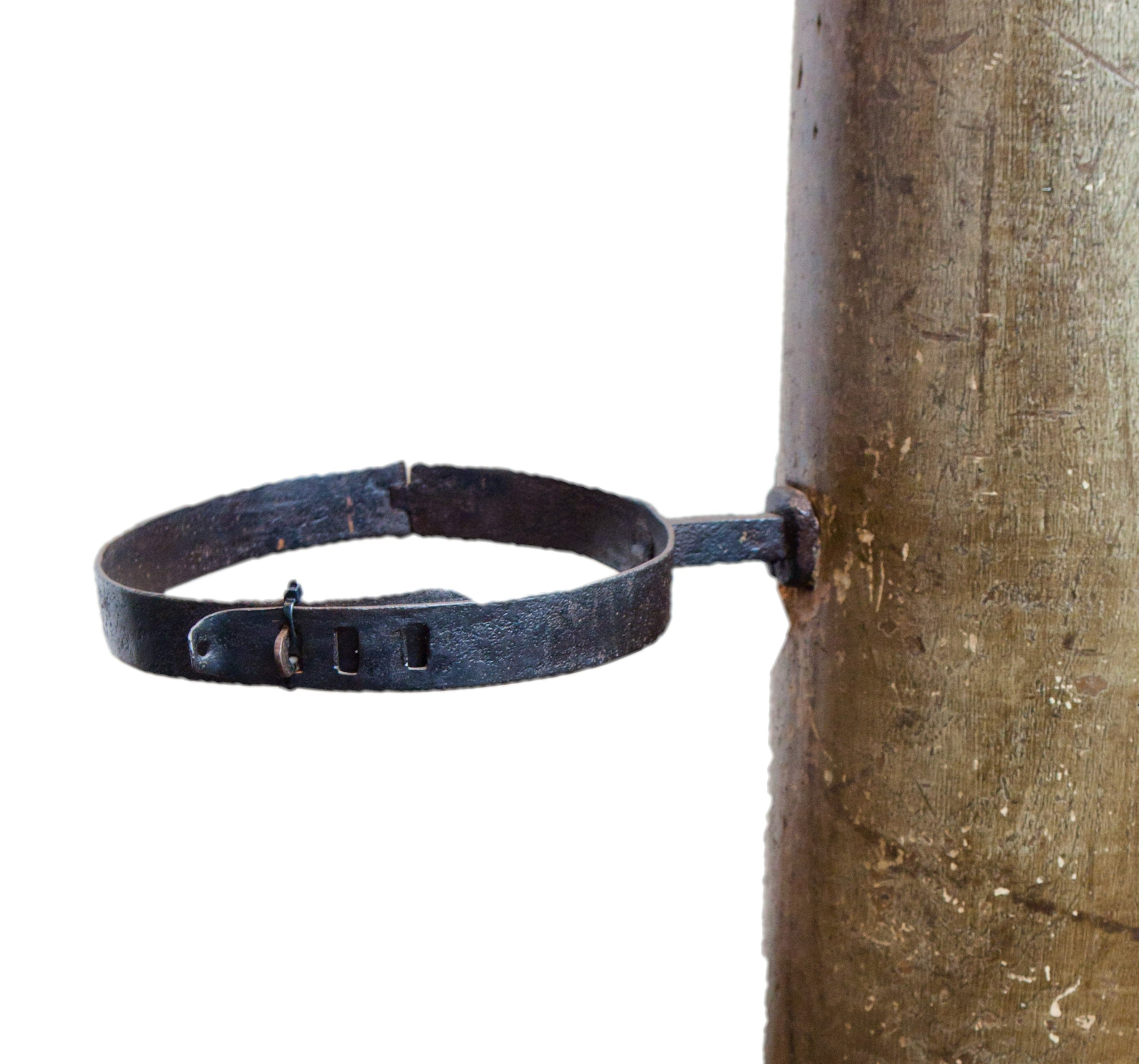
Gesel- of schandpaal
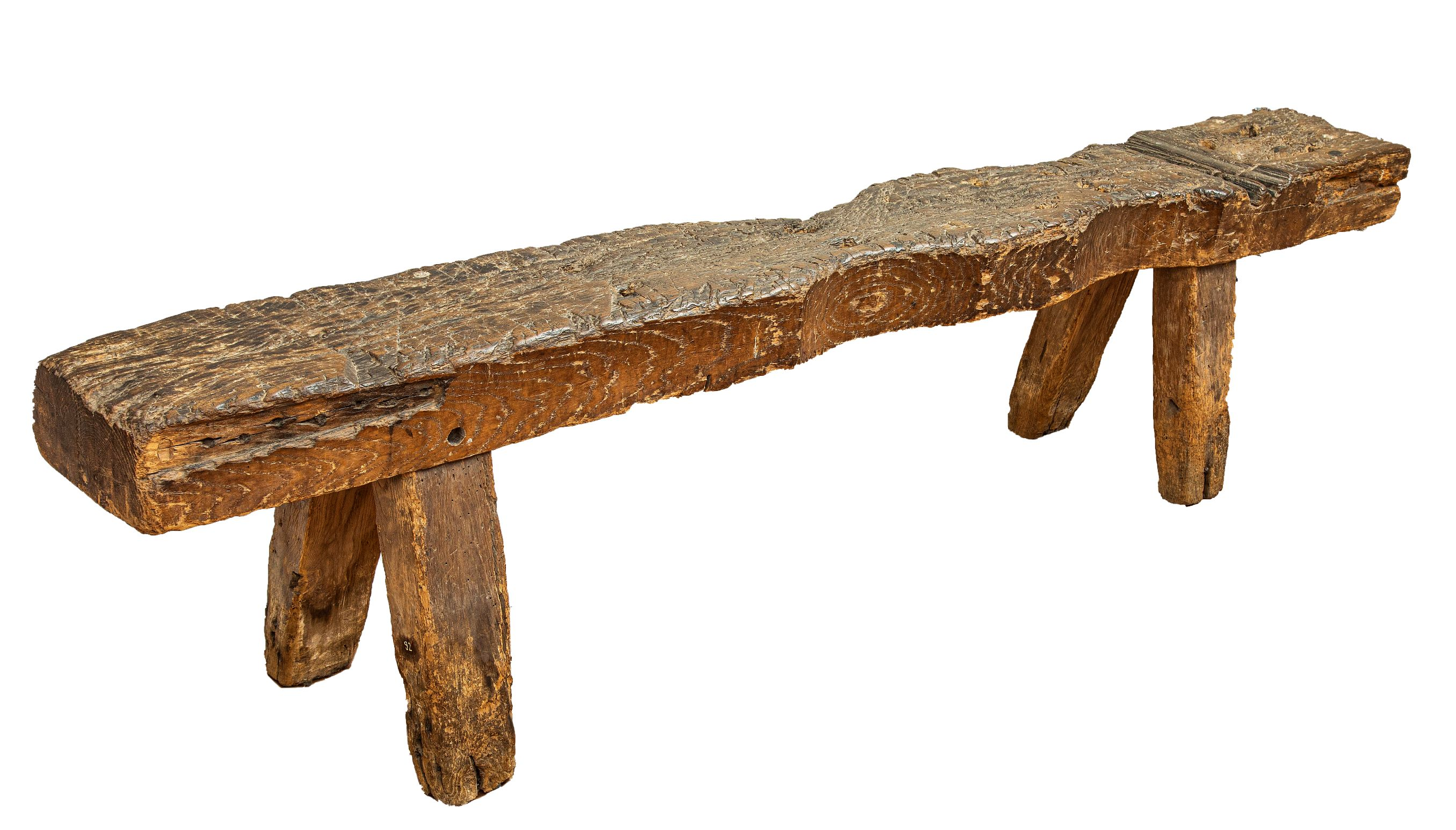
Pijnbank
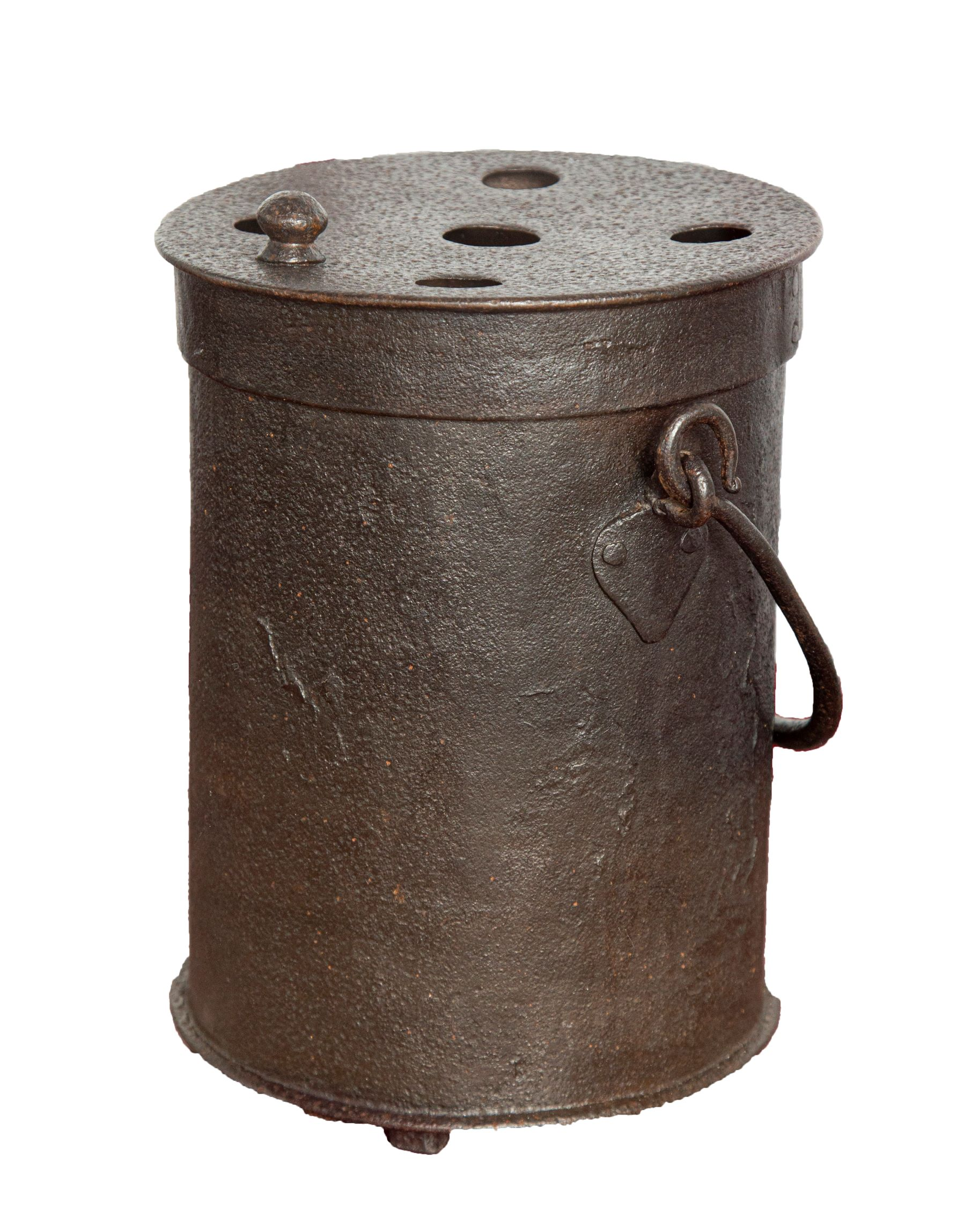
Papierverbrander
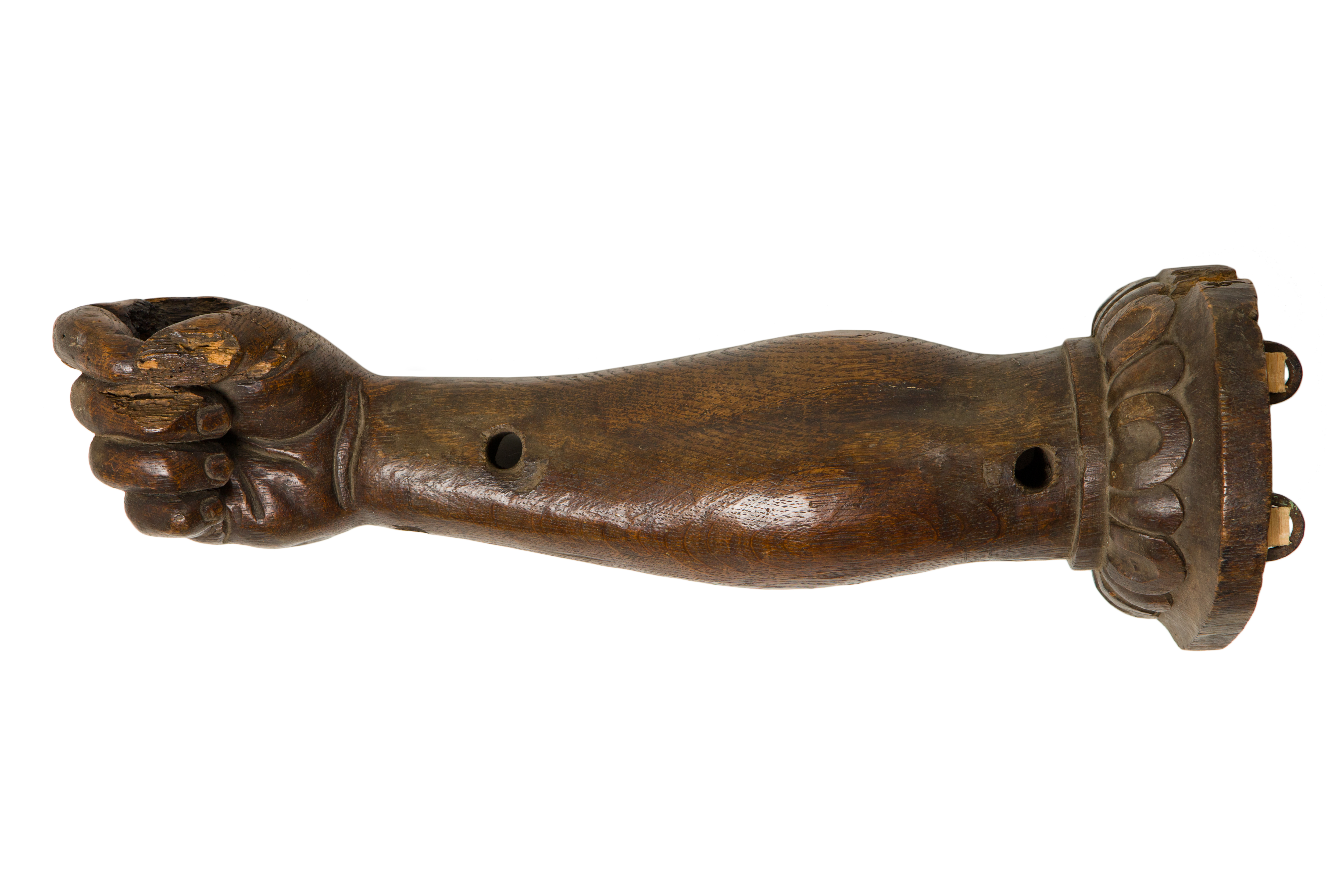
Manus Justitiae
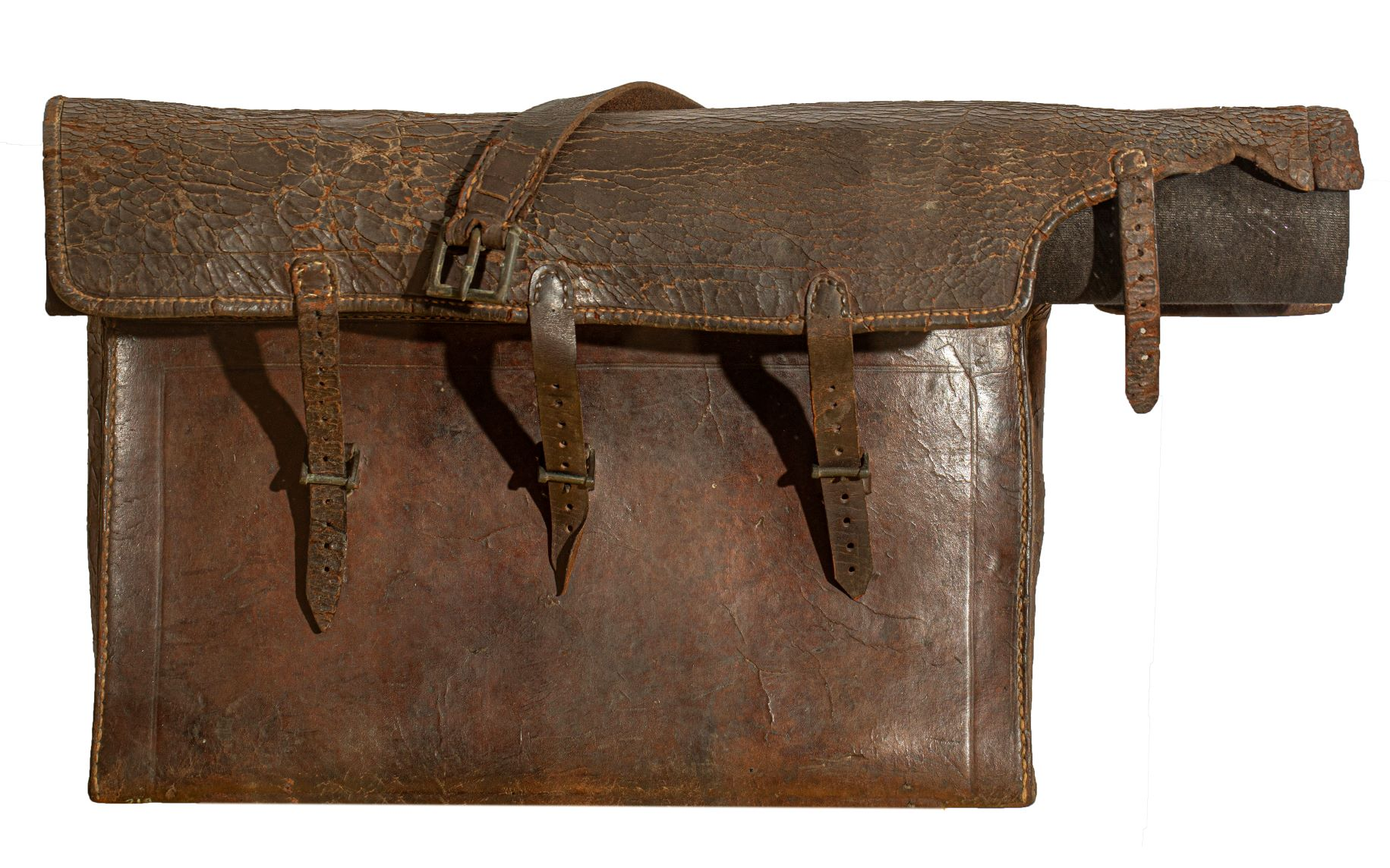
Vonnistas
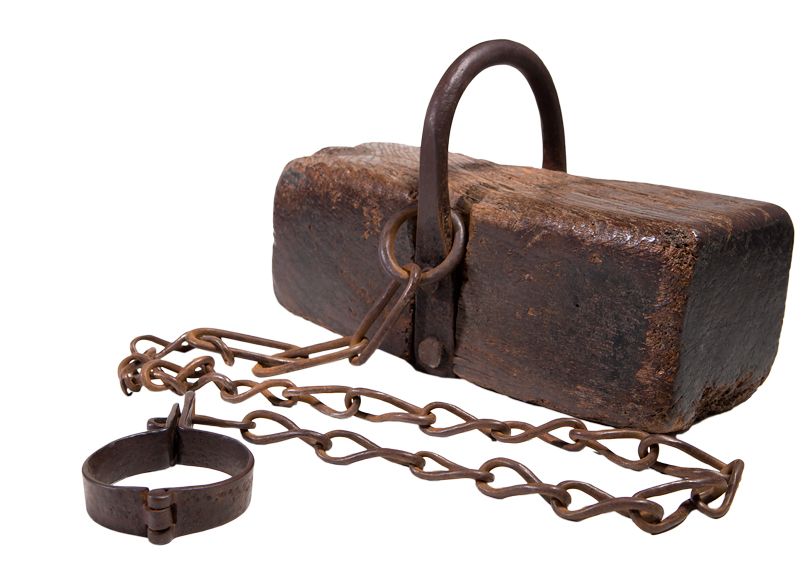
Blok aan het been
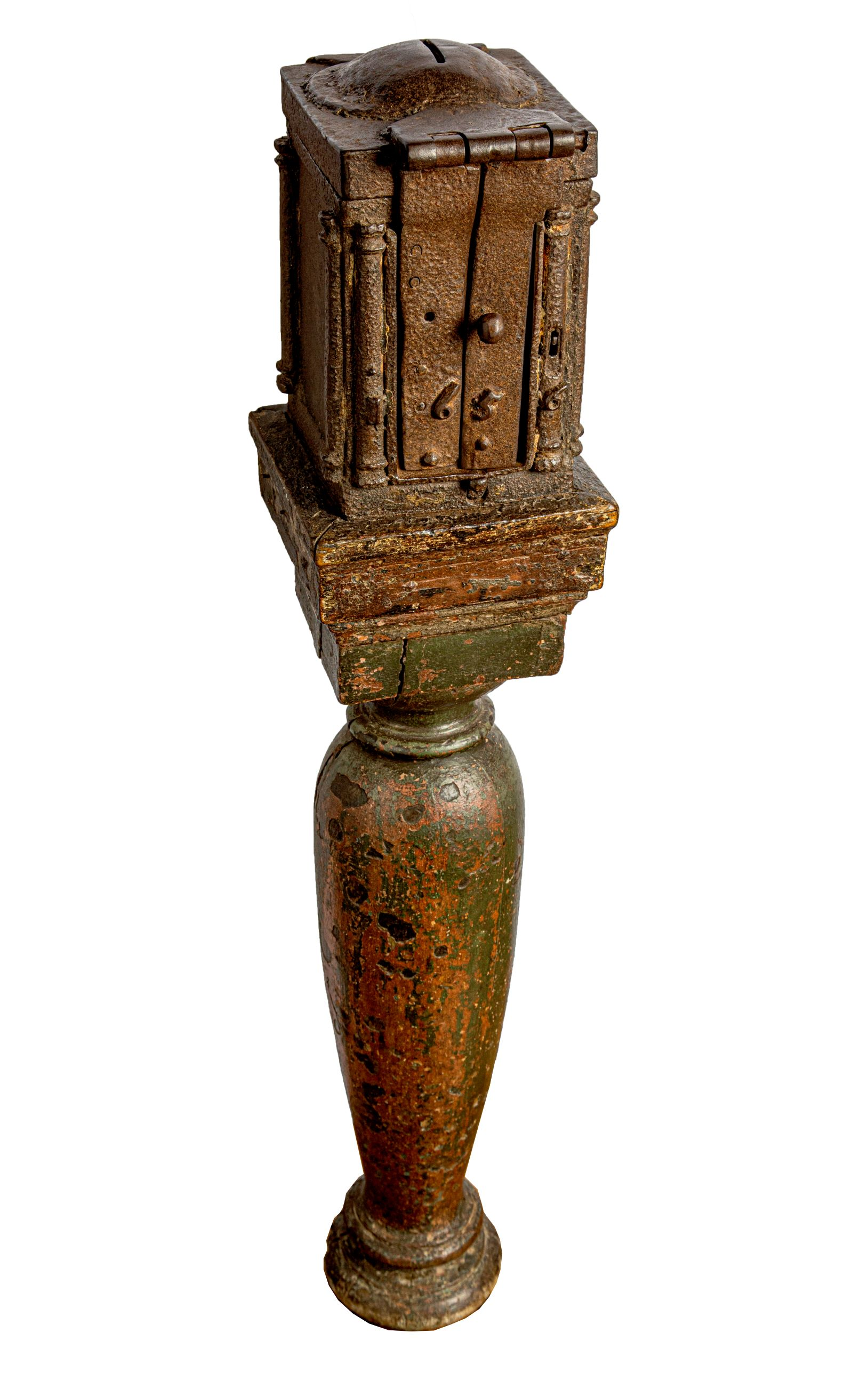
Collectebus
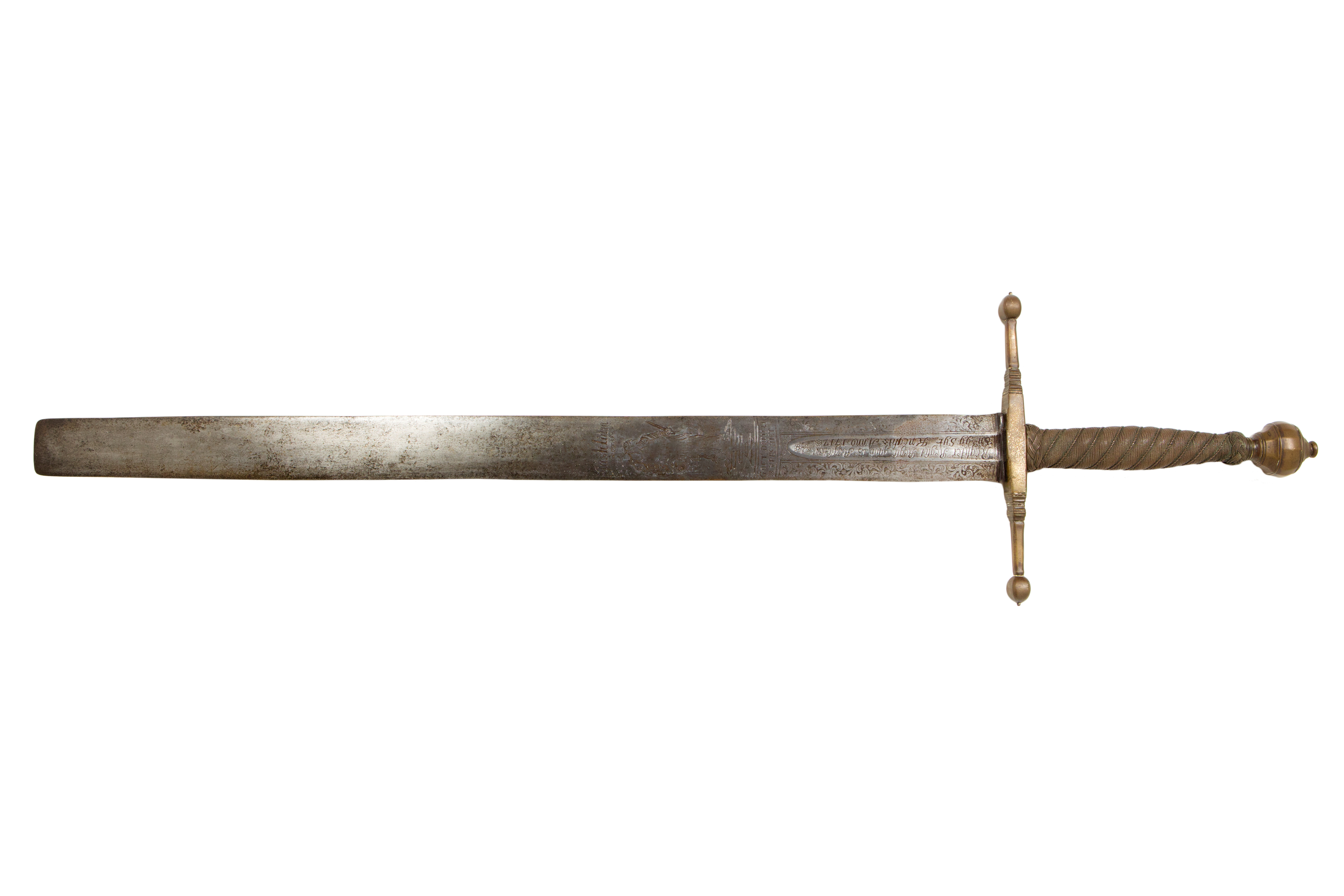
Beulszwaard

### Samenwerking met Galerij Prins Willem V
Op 2 september 2010 werd de Gevangenpoort na een renovatie heropend voor het publiek. Sindsdien is het mogelijk een combinatie-entreekaartje te kopen dat toegang geeft tot zowel Museum de Gevangenpoort als Galerij Prins Willem V.

### Bezoek visitatiecommissie ministerie
Naar aanleiding van de publicatie van een zelfevaluatie in augustus 2010 door het Museum De Gevangenpoort, vond op 10 november 2010 in opdracht van het ministerie van Onderwijs, Cultuur en Wetenschappen een bezoek plaats van een visitatiecommissie. De leden daarvan waren: J. Brakke, voormalig directeur van Landesmuseum van Hannover (Nedersaksen), dr. J.P Sigmond, directeur Instituut Nederlandse Geschiedenis (NWO), jonkheer drs. D. Laman Trip, voormalig bestuursvoorzitter ING Nederland, mevrouw drs. E. Vogelaar, voormalig minister voor Wonen Wijken en Integratie en tevens voorzitter van de visitatiecommissie. Er volgde een rapport, van belang voor het voortbestaan van dit museum, welk positief uitviel. Er werd onder meer bevonden: De Gevangpoort heeft met de renovatie en heropening een nieuwe koers ingeslagen waarbij het naast een aantrekkelijk uitje en een plaats van historische sensatie, ook wil functioneren als plaats van nationale en internationale geschiedenis en recht. Hiermee lijkt voorlopig het voortbestaan van het museum veilig gesteld.